# ATP Tour 2021
ATP Tour 2021 představoval 52. ročník nejvyšší úrovně mužského profesionálního tenisu, hraný v roce 2021. Sezóna okruhu trvajícího od 7. ledna do 5. prosince 2021 zahrnovala 68 turnajů, až na výjimky organizovaných Asociací profesionálních tenistů (ATP). Pokračujicí pandemie koronaviru, která způsobila pětiměsíční přerušení ročníku 2020, měla dopad na průběžně aktualizovaný herní plán. Rovněž proticovidová opatření vyžadovala zvýšené nároky na pořadatele a účastníky turnajů z důvodu omezení ovlivňujících průběh soutěží, návštěvnost i obchodní aktivity. Následkem infekce došlo k přeložení či zrušení některých událostí. Část turnajů v kategoriích ATP 500 a ATP 250 byla zařazena dodatečně s jednoletou licencí. Ročník otevřely floridský Delray Beach Open a turecký Antalya Open, jediné dvě akce pořádané v lednu.  
Okruh obsahoval čtyři Grand Slamy pořádané Mezinárodní tenisovou federací (ITF), devět událostí kategorie ATP Tour Masters 1000, třináct turnajů kategorie ATP Tour 500, třicet osm z úrovně ATP Tour 250 a závěrečné Next Generation ATP Finals pro nejlepší tenisty do 21 let a Turnaj mistrů poprvé hraný v Turíně. Součástí sezóny se staly i týmové soutěže, australský ATP Cup, Laver Cup a dohrán byl i Davisův pohár rozložený do dvou kalendářních let. Na programu byly také o rok odložené letní olympijské hry v Tokiu.
Jako světová jednička ve dvouhře do sezóny vstoupil Srb Novak Djoković, který na počátku března 2021 překonal Federerův rekord 310 týdnů strávených na čele klasifikace. Vrchol neopustil celý rok a posedmé  sezónu zakončil na 1. místě, čímž vytvořil nový rekord. Žebříčku čtyřhry v úvodu roku vévodil Kolumbijec Robert Farah, jenž čelo deblového pořadí neopustil po celý rok 2020. Konečnou jedničkou v roce 2021 se stal Chorvat Mate Pavić. 
Ženskou obdobu mužského okruhu představovala WTA Tour 2021.

## Chronologický přehled turnajů
Chronologický přehled turnajů uvádí kalendář událostí okruhu ATP Tour 2020 včetně dějiště, počtu hráčů, povrchu, kategorie a celkové dotace.
Legenda
Tabulky měsíců uvádí vítěze a finalisty dvouhry i čtyřhry a dále pak semifinalisty a čtvrtfinalisty dvouhry. Zápis –S/–Q/–D/–X uvádí počet hráčů dvouhry/hráčů kvalifikace dvouhry/párů čtyřhry/párů mixu. (ZS) – základní skupina.
| Grand Slam                 |
| Letní olympijské hry       |
| ATP Finals                 |
| Next Generation ATP Finals |
| ATP Tour Masters 1000      |
| ATP Tour 500               |
| ATP Tour 250               |
| Týmové soutěže             |

### Leden
| Týden od     | Turnaj | Vítězové                                               | Finalisté                        | Semifinalisté                     | Čtvrtfinalisté                                                             |
| ------------ | --- | ------------------------------------------------------ | -------------------------------- | --------------------------------- | -------------------------------------------------------------------------- |
| 4. ledna     | Delray Beach Open Delray Beach, Spojené státy ATP Tour 250 418 195 $ – tvrdý – 28S/16Q/16D dvouhra • čtyřhra | Hubert Hurkacz 6–3, 6–3                                | Sebastian Korda                  | Christian Harrison Cameron Norrie | Gianluca Mager Roberto Quiroz Frances Tiafoe John Isner                    |
| 4. ledna     | Delray Beach Open Delray Beach, Spojené státy ATP Tour 250 418 195 $ – tvrdý – 28S/16Q/16D dvouhra • čtyřhra | Ariel Behar Gonzalo Escobar 6–7(5–7), 7–6(7–4), [10–4] | Christian Harrison Ryan Harrison | Christian Harrison Cameron Norrie | Gianluca Mager Roberto Quiroz Frances Tiafoe John Isner                    |
| 4. ledna     | Antalya Open Antalya, Turecko ATP Tour 250 361 800 € – tvrdý – 32S/24Q/16D dvouhra • čtyřhra                 | Alex de Minaur 2–0skreč                                | Alexandr Bublik                  | Jérémy Chardy David Goffin        | Matteo Berrettini Jan-Lennard Struff Nikoloz Basilašvili Stefano Travaglia |
| 4. ledna     | Antalya Open Antalya, Turecko ATP Tour 250 361 800 € – tvrdý – 32S/24Q/16D dvouhra • čtyřhra                 | Nikola Mektić Mate Pavić 6–2, 6–4                      | Ivan Dodig Filip Polášek         | Jérémy Chardy David Goffin        | Matteo Berrettini Jan-Lennard Struff Nikoloz Basilašvili Stefano Travaglia |
| Zbytek ledna | žádný turnaj v kalendáři                                                                                     | žádný turnaj v kalendáři                               | žádný turnaj v kalendáři         | žádný turnaj v kalendáři          | žádný turnaj v kalendáři                                                   |

### Únor
| Týden od           | Turnaj | Vítězové                                       | Finalisté                         | Semifinalisté                    | Čtvrtfinalisté                                                           |
| ------------------ | --- | ---------------------------------------------- | --------------------------------- | -------------------------------- | ------------------------------------------------------------------------ |
| 1. února           | ATP Cup Melbourne, Austrálie 4 500 000 $ – tvrdý – 12 týmů                                                       | Rusko 2–0                                      | Itálie                            | Německo Španělsko                |                                                                          |
| 1. února           | Great Ocean Road Open Melbourne, Austrálie ATP Tour 250 382 575 $ – tvrdý – 56S/24D dvouhra • čtyřhra            | Jannik Sinner 7–6(7–4), 6–4                    | Stefano Travaglia                 | Thiago Monteiro Karen Chačanov   | Jordan Thompson Hubert Hurkacz Miomir Kecmanović Botic van de Zandschulp |
| 1. února           | Great Ocean Road Open Melbourne, Austrálie ATP Tour 250 382 575 $ – tvrdý – 56S/24D dvouhra • čtyřhra            | Jamie Murray Bruno Soares 6–3, 7–6(9–7)        | Juan Sebastián Cabal Robert Farah | Thiago Monteiro Karen Chačanov   | Jordan Thompson Hubert Hurkacz Miomir Kecmanović Botic van de Zandschulp |
| 1. února           | Murray River Open Melbourne, Austrálie ATP Tour 250 382 575 $ – tvrdý – 56S/24D dvouhra • čtyřhra                | Dan Evans 6–2, 6–3                             | Félix Auger-Aliassime             | Jérémy Chardy Corentin Moutet    | Stan Wawrinka Borna Ćorić Jiří Veselý Grigor Dimitrov                    |
| 1. února           | Murray River Open Melbourne, Austrálie ATP Tour 250 382 575 $ – tvrdý – 56S/24D dvouhra • čtyřhra                | Nikola Mektić Mate Pavić 7–6(7–2), 6–3         | Jérémy Chardy Fabrice Martin      | Jérémy Chardy Corentin Moutet    | Stan Wawrinka Borna Ćorić Jiří Veselý Grigor Dimitrov                    |
| 8. února 15. února | Australian Open Melbourne, Austrálie Grand Slam 32 790 000 $ – tvrdý – 128S/128Q/64D/32X dvouhra • čtyřhra • mix | Novak Djoković 7–5, 6–2, 6–2                   | Daniil Medveděv                   | Aslan Karacev Stefanos Tsitsipas | Alexander Zverev Grigor Dimitrov Andrej Rubljov Rafael Nadal             |
| 8. února 15. února | Australian Open Melbourne, Austrálie Grand Slam 32 790 000 $ – tvrdý – 128S/128Q/64D/32X dvouhra • čtyřhra • mix | Ivan Dodig Filip Polášek 6–3, 6–4              | Rajeev Ram Joe Salisbury          | Aslan Karacev Stefanos Tsitsipas | Alexander Zverev Grigor Dimitrov Andrej Rubljov Rafael Nadal             |
| 8. února 15. února | Australian Open Melbourne, Austrálie Grand Slam 32 790 000 $ – tvrdý – 128S/128Q/64D/32X dvouhra • čtyřhra • mix | Barbora Krejčíková Rajeev Ram 6–1, 6–4         | Samantha Stosurová Matthew Ebden  | Aslan Karacev Stefanos Tsitsipas | Alexander Zverev Grigor Dimitrov Andrej Rubljov Rafael Nadal             |
| 22. února          | Open Sud de France Montpellier, Francie ATP Tour 250 323 970 € – tvrdý (h) – 28S/16Q/16D dvouhra • čtyřhra       | David Goffin 5–7, 6–4, 6–2                     | Roberto Bautista Agut             | Peter Gojowczyk Jegor Gerasimov  | Ugo Humbert Dennis Novak Alejandro Davidovich Fokina Lorenzo Sonego      |
| 22. února          | Open Sud de France Montpellier, Francie ATP Tour 250 323 970 € – tvrdý (h) – 28S/16Q/16D dvouhra • čtyřhra       | Henri Kontinen Édouard Roger-Vasselin 6–2, 7–5 | Jonatan Erlich Andrej Vasilevskij | Peter Gojowczyk Jegor Gerasimov  | Ugo Humbert Dennis Novak Alejandro Davidovich Fokina Lorenzo Sonego      |
| 22. února          | Córdoba Open Córdoba, Argentina ATP Tour 250 393 935 $ – antuka – 28S/32Q/16D dvouhra • čtyřhra                  | Juan Manuel Cerúndolo 6–0, 2–6, 6–2            | Albert Ramos-Viñolas              | Facundo Bagnis Federico Coria    | Diego Schwartzman Jozef Kovalík Thiago Monteiro Benoît Paire             |
| 22. února          | Córdoba Open Córdoba, Argentina ATP Tour 250 393 935 $ – antuka – 28S/32Q/16D dvouhra • čtyřhra                  | Rafael Matos Felipe Meligeni Alves 6–4, 6–1    | Romain Arneodo Benoît Paire       | Facundo Bagnis Federico Coria    | Diego Schwartzman Jozef Kovalík Thiago Monteiro Benoît Paire             |
| 22. února          | Singapore Open Singapur ATP Tour 250 361 800 $ – tvrdý (h) – 28S/16Q/16D dvouhra • čtyřhra                       | Alexei Popyrin 4–6, 6–0, 6–2                   | Alexandr Bublik                   | Radu Albot Marin Čilić           | Adrian Mannarino Jošihito Nišioka Kwon Sun-u Matthew Ebden               |
| 22. února          | Singapore Open Singapur ATP Tour 250 361 800 $ – tvrdý (h) – 28S/16Q/16D dvouhra • čtyřhra                       | Sander Gillé Joran Vliegen 6–2, 6–3            | Matthew Ebden John-Patrick Smith  | Radu Albot Marin Čilić           | Adrian Mannarino Jošihito Nišioka Kwon Sun-u Matthew Ebden               |

### Březen
| Týden od              | Turnaj | Vítězové                                             | Finalisté                          | Semifinalisté                          | Čtvrtfinalisté                                                      |
| --------------------- | --- | ---------------------------------------------------- | ---------------------------------- | -------------------------------------- | ------------------------------------------------------------------- |
| 1. března             | ABN AMRO World Tennis Tournament Rotterdam, Nizozemsko ATP Tour 500 1 117 900 € – tvrdý (h) – 32S/16Q/16D dvouhra • čtyřhra         | Andrej Rubljov 7–6(7–4), 6–4                         | Márton Fucsovics                   | Borna Ćorić Stefanos Tsitsipas         | Kei Nišikori Tommy Paul Jérémy Chardy Karen Chačanov                |
| 1. března             | ABN AMRO World Tennis Tournament Rotterdam, Nizozemsko ATP Tour 500 1 117 900 € – tvrdý (h) – 32S/16Q/16D dvouhra • čtyřhra         | Nikola Mektić Mate Pavić 7–6(9–7), 6–2               | Kevin Krawietz Horia Tecău         | Borna Ćorić Stefanos Tsitsipas         | Kei Nišikori Tommy Paul Jérémy Chardy Karen Chačanov                |
| 1. března             | Argentina Open Buenos Aires, Argentina ATP Tour 250 411 940 $ – antuka – 28S/32Q/16D dvouhra • čtyřhra                              | Diego Schwartzman 6–1, 6–2                           | Francisco Cerúndolo                | Miomir Kecmanović Albert Ramos-Viñolas | Jaume Munar Laslo Djere Pablo Andújar Sumit Nagal                   |
| 1. března             | Argentina Open Buenos Aires, Argentina ATP Tour 250 411 940 $ – antuka – 28S/32Q/16D dvouhra • čtyřhra                              | Tomislav Brkić Nikola Ćaćić 6–3, 7–5                 | Ariel Behar Gonzalo Escobar        | Miomir Kecmanović Albert Ramos-Viñolas | Jaume Munar Laslo Djere Pablo Andújar Sumit Nagal                   |
| 8. března             | Qatar ExxonMobil Open Dauhá, Katar ATP Tour 250 890 920 $ – tvrdý – 28S/16Q/16D dvouhra • čtyřhra                                   | Nikoloz Basilašvili 7–6(7–5), 6–2                    | Roberto Bautista Agut              | Andrej Rubljov Taylor Fritz            | Dominic Thiem Márton Fucsovics Denis Shapovalov Roger Federer       |
| 8. března             | Qatar ExxonMobil Open Dauhá, Katar ATP Tour 250 890 920 $ – tvrdý – 28S/16Q/16D dvouhra • čtyřhra                                   | Aslan Karacev Andrej Rubljov 7–5, 6–4                | Marcus Daniell Philipp Oswald      | Andrej Rubljov Taylor Fritz            | Dominic Thiem Márton Fucsovics Denis Shapovalov Roger Federer       |
| 8. března             | Open 13 Provence Marseille, Francie ATP Tour 250 409 765 € – tvrdý (h) – 28S/16Q/16D dvouhra • čtyřhra                              | Daniil Medveděv 6–4, 6–7(4–7), 6–4                   | Pierre-Hugues Herbert              | Matthew Ebden Ugo Humbert              | Jannik Sinner Karen Chačanov Arthur Rinderknech Stefanos Tsitsipas  |
| 8. března             | Open 13 Provence Marseille, Francie ATP Tour 250 409 765 € – tvrdý (h) – 28S/16Q/16D dvouhra • čtyřhra                              | Lloyd Glasspool Harri Heliövaara 7–5, 7–6(7–4)       | Sander Arends David Pel            | Matthew Ebden Ugo Humbert              | Jannik Sinner Karen Chačanov Arthur Rinderknech Stefanos Tsitsipas  |
| 8. března             | Chile Open Santiago, Chile ATP Tour 250 393 935 $ – antuka – 28S/32Q/16D dvouhra • čtyřhra                                          | Cristian Garín 6–4, 6–7(3–7), 7–5                    | Facundo Bagnis                     | Daniel Elahi Galán Federico Delbonis   | Juan Pablo Varillas Roberto Carballés Baena Laslo Djere Holger Rune |
| 8. března             | Chile Open Santiago, Chile ATP Tour 250 393 935 $ – antuka – 28S/32Q/16D dvouhra • čtyřhra                                          | Simone Bolelli Máximo González 7–6(7–4), 6–4         | Federico Delbonis Jaume Munar      | Daniel Elahi Galán Federico Delbonis   | Juan Pablo Varillas Roberto Carballés Baena Laslo Djere Holger Rune |
| 15. března            | Dubai Tennis Championships Dubaj, Spojené arabské emiráty ATP Tour 500 2 048 855 $ – tvrdý – 48S/24Q/16D dvouhra • čtyřhra          | Aslan Karacev 6–3, 6–2                               | Lloyd Harris                       | Denis Shapovalov Andrej Rubljov        | Kei Nišikori Jérémy Chardy Jannik Sinner Márton Fucsovics           |
| 15. března            | Dubai Tennis Championships Dubaj, Spojené arabské emiráty ATP Tour 500 2 048 855 $ – tvrdý – 48S/24Q/16D dvouhra • čtyřhra          | Juan Sebastián Cabal Robert Farah 7–6(7–0), 7–6(7–4) | Nikola Mektić Mate Pavić           | Denis Shapovalov Andrej Rubljov        | Kei Nišikori Jérémy Chardy Jannik Sinner Márton Fucsovics           |
| 15. března            | Abierto Mexicano Telcel Acapulco, Mexiko ATP Tour 500 1 204 960 $ – tvrdý – 32S/32Q/16D dvouhra • čtyřhra                           | Alexander Zverev 6–4, 7–6(7–3)                       | Stefanos Tsitsipas                 | Lorenzo Musetti Dominik Koepfer        | Félix Auger-Aliassime Grigor Dimitrov Cameron Norrie Casper Ruud    |
| 15. března            | Abierto Mexicano Telcel Acapulco, Mexiko ATP Tour 500 1 204 960 $ – tvrdý – 32S/32Q/16D dvouhra • čtyřhra                           | Ken Skupski Neal Skupski 7–6(7–3), 6–4               | Marcel Granollers Horacio Zeballos | Lorenzo Musetti Dominik Koepfer        | Félix Auger-Aliassime Grigor Dimitrov Cameron Norrie Casper Ruud    |
| 22. března 29. března | Miami Open presented by Itaú Miami Gardens, Spojené státy ATP Tour Masters 1000 4 299 205 $ – tvrdý – 96S/48Q/32D dvouhra • čtyřhra | Hubert Hurkacz 7–6(7–4), 6–4                         | Jannik Sinner                      | Roberto Bautista Agut Andrej Rubljov   | Daniil Medveděv Alexandr Bublik Sebastian Korda Stefanos Tsitsipas  |
| 22. března 29. března | Miami Open presented by Itaú Miami Gardens, Spojené státy ATP Tour Masters 1000 4 299 205 $ – tvrdý – 96S/48Q/32D dvouhra • čtyřhra | Nikola Mektić Mate Pavić 6–4, 6–4                    | Daniel Evans Neal Skupski          | Roberto Bautista Agut Andrej Rubljov   | Daniil Medveděv Alexandr Bublik Sebastian Korda Stefanos Tsitsipas  |

### Duben
| Týden od  | Turnaj | Vítězové                                       | Finalisté                     | Semifinalisté                           | Čtvrtfinalisté                                                        |
| --------- | --- | ---------------------------------------------- | ----------------------------- | --------------------------------------- | --------------------------------------------------------------------- |
| 5. dubna  | Andalucia Open Marbella, Španělsko ATP Tour 250 408 800 € – antuka – 28S/16Q/16D dvouhra • čtyřhra                       | Pablo Carreño Busta 6–1, 2–6, 6–4              | Jaume Munar                   | Albert Ramos-Viñolas Carlos Alcaraz     | Kwon Sun-u Norbert Gombos Casper Ruud Ilja Ivaška                     |
| 5. dubna  | Andalucia Open Marbella, Španělsko ATP Tour 250 408 800 € – antuka – 28S/16Q/16D dvouhra • čtyřhra                       | Ariel Behar Gonzalo Escobar 6–2, 6–4           | Tomislav Brkić Nikola Ćaćić   | Albert Ramos-Viñolas Carlos Alcaraz     | Kwon Sun-u Norbert Gombos Casper Ruud Ilja Ivaška                     |
| 5. dubna  | Sardegna Open Cagliari, Itálie ATP Tour 250 408 800 € – antuka – 28S/16Q/16D dvouhra • čtyřhra                           | Lorenzo Sonego 2–6, 7–6(7–5), 6–4              | Laslo Djere                   | Nikoloz Basilašvili Taylor Fritz        | Lorenzo Musetti Jan-Lennard Struff Yannick Hanfmann Aljaž Bedene      |
| 5. dubna  | Sardegna Open Cagliari, Itálie ATP Tour 250 408 800 € – antuka – 28S/16Q/16D dvouhra • čtyřhra                           | Lorenzo Sonego Andrea Vavassori 6–3, 6–4       | Simone Bolelli Andrés Molteni | Nikoloz Basilašvili Taylor Fritz        | Lorenzo Musetti Jan-Lennard Struff Yannick Hanfmann Aljaž Bedene      |
| 12. dubna | Monte-Carlo Rolex Masters Monte Carlo, Monako ATP Tour Masters 1000 2 460 585 € – antuka – 56S/28Q/28D dvouhra • čtyřhra | Stefanos Tsitsipas 6–3, 6–3                    | Andrej Rubljov                | Daniel Evans Casper Ruud                | David Goffin Alejandro Davidovich Fokina Rafael Nadal Fabio Fognini   |
| 12. dubna | Monte-Carlo Rolex Masters Monte Carlo, Monako ATP Tour Masters 1000 2 460 585 € – antuka – 56S/28Q/28D dvouhra • čtyřhra | Nikola Mektić Mate Pavić 6–3, 4–6, [10–7]      | Daniel Evans Neal Skupski     | Daniel Evans Casper Ruud                | David Goffin Alejandro Davidovich Fokina Rafael Nadal Fabio Fognini   |
| 19. dubna | Barcelona Open Barcelona, Španělsko ATP Tour 500 1 702 800 € – antuka – 48S/24Q/16D dvouhra • čtyřhra                    | Rafael Nadal 6–4, 6–7(6–8), 7–5                | Stefanos Tsitsipas            | Pablo Carreño Busta Jannik Sinner       | Cameron Norrie Diego Schwartzman Andrej Rubljov Félix Auger-Aliassime |
| 19. dubna | Barcelona Open Barcelona, Španělsko ATP Tour 500 1 702 800 € – antuka – 48S/24Q/16D dvouhra • čtyřhra                    | Juan Sebastián Cabal Robert Farah 6–4, 6–2     | Kevin Krawietz Horia Tecău    | Pablo Carreño Busta Jannik Sinner       | Cameron Norrie Diego Schwartzman Andrej Rubljov Félix Auger-Aliassime |
| 19. dubna | Serbia Open Bělehrad, Srbsko ATP Tour 250 711,800 € – antuka – 28S/16Q/16D dvouhra • čtyřhra                             | Matteo Berrettini 6–1, 3–6, 7–6(7–0)           | Aslan Karacev                 | Novak Djoković Taró Daniel              | Miomir Kecmanović Gianluca Mager Federico Delbonis Filip Krajinović   |
| 19. dubna | Serbia Open Bělehrad, Srbsko ATP Tour 250 711,800 € – antuka – 28S/16Q/16D dvouhra • čtyřhra                             | Ivan Sabanov Matej Sabanov 6–3, 7–6(7–5)       | Ariel Behar Gonzalo Escobar   | Novak Djoković Taró Daniel              | Miomir Kecmanović Gianluca Mager Federico Delbonis Filip Krajinović   |
| 26. dubna | Estoril Open Cascais, Portugalsko ATP Tour 250 481 270 € – antuka – 28S/16Q/16D dvouhra • čtyřhra                        | Albert Ramos-Viñolas 4–6, 6–3, 7–6(7–3)        | Cameron Norrie                | Alejandro Davidovich Fokina Marin Čilić | Corentin Moutet Ugo Humbert Kevin Anderson Cristian Garín             |
| 26. dubna | Estoril Open Cascais, Portugalsko ATP Tour 250 481 270 € – antuka – 28S/16Q/16D dvouhra • čtyřhra                        | Hugo Nys Tim Pütz 7–5, 3–6, [10–3]             | Luke Bambridge Dominic Inglot | Alejandro Davidovich Fokina Marin Čilić | Corentin Moutet Ugo Humbert Kevin Anderson Cristian Garín             |
| 26. dubna | BMW Open Mnichov, Německo ATP Tour 250 481 270 € – antuka – 28S/16Q/16D dvouhra • čtyřhra                                | Nikoloz Basilašvili 6–4, 7–6(7–5)              | Jan-Lennard Struff            | Ilja Ivaška Casper Ruud                 | Alexander Zverev Filip Krajinović Norbert Gombos John Millman         |
| 26. dubna | BMW Open Mnichov, Německo ATP Tour 250 481 270 € – antuka – 28S/16Q/16D dvouhra • čtyřhra                                | Wesley Koolhof Kevin Krawietz 4–6, 6–4, [10–5] | Sander Gillé Joran Vliegen    | Ilja Ivaška Casper Ruud                 | Alexander Zverev Filip Krajinović Norbert Gombos John Millman         |

### Květen
| Týden od             | Turnaj | Vítězové                                               | Finalisté                           | Semifinalisté                   | Čtvrtfinalisté                                                                  |
| -------------------- | --- | ------------------------------------------------------ | ----------------------------------- | ------------------------------- | ------------------------------------------------------------------------------- |
| 3. května            | Mutua Madrid Open Madrid, Španělsko ATP Tour Masters 1000 3 226 325 € – antuka – 56S/28Q/28D dvouhra • čtyřhra     | Alexander Zverev 6–7(8–10), 6–4, 6–3                   | Matteo Berrettini                   | Dominic Thiem Casper Ruud       | Rafael Nadal John Isner Alexandr Bublik Cristian Garín                          |
| 3. května            | Mutua Madrid Open Madrid, Španělsko ATP Tour Masters 1000 3 226 325 € – antuka – 56S/28Q/28D dvouhra • čtyřhra     | Marcel Granollers Horacio Zeballos 1–6, 6–3, [10–8]    | Nikola Mektić Mate Pavić            | Dominic Thiem Casper Ruud       | Rafael Nadal John Isner Alexandr Bublik Cristian Garín                          |
| 10. května           | Internazionali BNL d'Italia Řím, Itálie ATP Tour Masters 1000 2 563 710 € – antuka – 56S/28Q/32D dvouhra • čtyřhra | Rafael Nadal 7–5, 1–6, 6–3                             | Novak Djoković                      | Lorenzo Sonego Reilly Opelka    | Stefanos Tsitsipas Andrej Rubljov Federico Delbonis Alexander Zverev            |
| 10. května           | Internazionali BNL d'Italia Řím, Itálie ATP Tour Masters 1000 2 563 710 € – antuka – 56S/28Q/32D dvouhra • čtyřhra | Nikola Mektić Mate Pavić 6–4, 7–6(7–4)                 | Rajeev Ram Joe Salisbury            | Lorenzo Sonego Reilly Opelka    | Stefanos Tsitsipas Andrej Rubljov Federico Delbonis Alexander Zverev            |
| 17. května           | Gornet Geneva Open Ženeva, Švýcarsko ATP Tour 250 481 270 € – antuka – 28S/16Q/16D dvouhra • čtyřhra               | Casper Ruud 7–6(8–6), 6–4                              | Denis Shapovalov                    | Pablo Andújar Pablo Cuevas      | Dominic Stricker Dominik Koepfer Grigor Dimitrov Laslo Djere                    |
| 17. května           | Gornet Geneva Open Ženeva, Švýcarsko ATP Tour 250 481 270 € – antuka – 28S/16Q/16D dvouhra • čtyřhra               | John Peers Michael Venus 6–2, 7–5                      | Simone Bolelli Máximo González      | Pablo Andújar Pablo Cuevas      | Dominic Stricker Dominik Koepfer Grigor Dimitrov Laslo Djere                    |
| 17. května           | Lyon Open Lyon, Francie ATP Tour 250 481 270 € – antuka – 28S/16Q/16D dvouhra • čtyřhra                            | Stefanos Tsitsipas 6–3, 6–3                            | Cameron Norrie                      | Karen Chačanov Lorenzo Musetti  | Arthur Rinderknech Richard Gasquet Aljaž Bedene Jošihito Nišioka                |
| 17. května           | Lyon Open Lyon, Francie ATP Tour 250 481 270 € – antuka – 28S/16Q/16D dvouhra • čtyřhra                            | Hugo Nys Tim Pütz 6–4, 5–7, [10–8]                     | Pierre-Hugues Herbert Nicolas Mahut | Karen Chačanov Lorenzo Musetti  | Arthur Rinderknech Richard Gasquet Aljaž Bedene Jošihito Nišioka                |
| 24. května           | Emilia-Romagna Open Parma, Itálie ATP Tour 250 481 270 € – antuka – 28S/16Q/16D dvouhra • čtyřhra                  | Sebastian Korda 6–2, 6–4                               | Marco Cecchinato                    | Tommy Paul Jaume Munar          | Jošihito Nišioka Jan-Lennard Struff Norbert Gombos Richard Gasquet              |
| 24. května           | Emilia-Romagna Open Parma, Itálie ATP Tour 250 481 270 € – antuka – 28S/16Q/16D dvouhra • čtyřhra                  | Simone Bolelli Máximo González 6–3, 6–3                | Oliver Marach Ajsám Kúreší          | Tommy Paul Jaume Munar          | Jošihito Nišioka Jan-Lennard Struff Norbert Gombos Richard Gasquet              |
| 24. května           | Belgrade Open Bělehrad, Srbsko ATP Tour 250 511 000 € – antuka – 28S/16Q/16D dvouhra • čtyřhra                     | Novak Djoković 6–4, 6–3                                | Alex Molčan                         | Andrej Martin Federico Delbonis | Federico Coria Dušan Lajović Fernando Verdasco Roberto Carballés Baena          |
| 24. května           | Belgrade Open Bělehrad, Srbsko ATP Tour 250 511 000 € – antuka – 28S/16Q/16D dvouhra • čtyřhra                     | Jonatan Erlich Andrej Vasilevskij 6–4, 6–1             | André Göransson Rafael Matos        | Andrej Martin Federico Delbonis | Federico Coria Dušan Lajović Fernando Verdasco Roberto Carballés Baena          |
| 31. května 7. června | French Open Paříž, Francie Grand Slam 34 367 215 € – antuka – 128S/128Q/64D/16X dvouhra • čtyřhra • mix            | Novak Djoković 6–7(6–8), 2–6, 6–3, 6–2, 6–4            | Stefanos Tsitsipas                  | Rafael Nadal Alexander Zverev   | Matteo Berrettini Diego Schwartzman Alejandro Davidovich Fokina Daniil Medveděv |
| 31. května 7. června | French Open Paříž, Francie Grand Slam 34 367 215 € – antuka – 128S/128Q/64D/16X dvouhra • čtyřhra • mix            | Pierre-Hugues Herbert Nicolas Mahut 4–6, 7–6(7–1), 6–4 | Alexandr Bublik Andrej Golubjev     | Rafael Nadal Alexander Zverev   | Matteo Berrettini Diego Schwartzman Alejandro Davidovich Fokina Daniil Medveděv |
| 31. května 7. června | French Open Paříž, Francie Grand Slam 34 367 215 € – antuka – 128S/128Q/64D/16X dvouhra • čtyřhra • mix            | Desirae Krawczyková Joe Salisbury 2–6, 6–4, [10–5]     | Jelena Vesninová Aslan Karacev      | Rafael Nadal Alexander Zverev   | Matteo Berrettini Diego Schwartzman Alejandro Davidovich Fokina Daniil Medveděv |

### Červen
| Týden od               | Turnaj | Vítězové                                             | Finalisté                            | Semifinalisté                             | Čtvrtfinalisté                                                      |
| ---------------------- | --- | ---------------------------------------------------- | ------------------------------------ | ----------------------------------------- | ------------------------------------------------------------------- |
| 7. června              | MercedesCup Stuttgart, Německo ATP Tour 250 618 735 € – tráva - 28S/16Q/16D dvouhra • čtyřhra                             | Marin Čilić 7–6(7–2), 6–3                            | Félix Auger-Aliassime                | Jurij Rodionov Sam Querrey                | Denis Shapovalov Alex de Minaur Ugo Humbert Dominic Stricker        |
| 7. června              | MercedesCup Stuttgart, Německo ATP Tour 250 618 735 € – tráva - 28S/16Q/16D dvouhra • čtyřhra                             | Marcelo Demoliner Santiago González 4–6, 6–3, [10–8] | Ariel Behar Gonzalo Escobar          | Jurij Rodionov Sam Querrey                | Denis Shapovalov Alex de Minaur Ugo Humbert Dominic Stricker        |
| 14. června             | Noventi Open Halle, Německo ATP Tour 500 1 455 925 € – tráva – 32S/24Q/24D dvouhra • čtyřhra                              | Ugo Humbert 6–3, 7–6(7–4)                            | Andrej Rubljov                       | Félix Auger-Aliassime Nikoloz Basilašvili | Marcos Giron Sebastian Korda Philipp Kohlschreiber Lloyd Harris     |
| 14. června             | Noventi Open Halle, Německo ATP Tour 500 1 455 925 € – tráva – 32S/24Q/24D dvouhra • čtyřhra                              | Kevin Krawietz Horia Tecău 7–6(7–4), 6–4             | Félix Auger-Aliassime Hubert Hurkacz | Félix Auger-Aliassime Nikoloz Basilašvili | Marcos Giron Sebastian Korda Philipp Kohlschreiber Lloyd Harris     |
| 14. června             | cinch Championships Londýn, Velká Británie ATP Tour 500 1 427 455 € – tráva – 32S/24Q/24D dvouhra • čtyřhra               | Matteo Berrettini 6–4, 6–7(5–7), 6–3                 | Cameron Norrie                       | Alex de Minaur Denis Shapovalov           | Dan Evans Marin Čilić Jack Draper Frances Tiafoe                    |
| 14. června             | cinch Championships Londýn, Velká Británie ATP Tour 500 1 427 455 € – tráva – 32S/24Q/24D dvouhra • čtyřhra               | Pierre-Hugues Herbert Nicolas Mahut 6–4, 7–5         | Reilly Opelka John Peers             | Alex de Minaur Denis Shapovalov           | Dan Evans Marin Čilić Jack Draper Frances Tiafoe                    |
| 21. června             | Viking International Eastbourne Eastbourne, Velká Británie ATP Tour 250 609 065 € – tráva – 28S/16Q/16D dvouhra • čtyřhra | Alex de Minaur 4–6, 6–4, 7–6(7–5)                    | Lorenzo Sonego                       | Max Purcell Kwon Sun-u                    | Andreas Seppi Alexandr Bublik Ilja Ivaška Vasek Pospisil            |
| 21. června             | Viking International Eastbourne Eastbourne, Velká Británie ATP Tour 250 609 065 € – tráva – 28S/16Q/16D dvouhra • čtyřhra | Nikola Mektić Mate Pavić 6–4, 6–3                    | Rajeev Ram Joe Salisbury             | Max Purcell Kwon Sun-u                    | Andreas Seppi Alexandr Bublik Ilja Ivaška Vasek Pospisil            |
| 21. června             | Mallorca Championships Santa Ponsa, Spain ATP Tour 250 783 655 € – tráva – 28S/16Q/16D dvouhra • čtyřhra                  | Daniil Medveděv 6–4, 6–2                             | Sam Querrey                          | Pablo Carreño Busta Adrian Mannarino      | Casper Ruud Jordan Thompson Roberto Bautista Agut Feliciano López   |
| 21. června             | Mallorca Championships Santa Ponsa, Spain ATP Tour 250 783 655 € – tráva – 28S/16Q/16D dvouhra • čtyřhra                  | Simone Bolelli Máximo González bez boje              | Novak Djoković Carlos Gómez-Herrera  | Pablo Carreño Busta Adrian Mannarino      | Casper Ruud Jordan Thompson Roberto Bautista Agut Feliciano López   |
| 28. června 5. července | Wimbledon Londýn, Velká Británie Grand Slam 35 016 000 £ – tráva – 128S/128Q/64D/48X dvouhra • čtyřhra • mix              | Novak Djoković 6–7(4–7), 6–4, 6–4, 6–3               | Matteo Berrettini                    | Denis Shapovalov Hubert Hurkacz           | Márton Fucsovics Karen Chačanov Félix Auger-Aliassime Roger Federer |
| 28. června 5. července | Wimbledon Londýn, Velká Británie Grand Slam 35 016 000 £ – tráva – 128S/128Q/64D/48X dvouhra • čtyřhra • mix              | Nikola Mektić Mate Pavić 6–4, 7–6(7–5), 2–6, 7–5     | Marcel Granollers Horacio Zeballos   | Denis Shapovalov Hubert Hurkacz           | Márton Fucsovics Karen Chačanov Félix Auger-Aliassime Roger Federer |
| 28. června 5. července | Wimbledon Londýn, Velká Británie Grand Slam 35 016 000 £ – tráva – 128S/128Q/64D/48X dvouhra • čtyřhra • mix              | Neal Skupski Desirae Krawczyková 6–2, 7–6(7–1)       | Joe Salisbury Harriet Dartová        | Denis Shapovalov Hubert Hurkacz           | Márton Fucsovics Karen Chačanov Félix Auger-Aliassime Roger Federer |

### Červenec
| Týden od     | Turnaj | Vítězové                                                                         | Finalisté                                    | Semifinalisté                                              | Čtvrtfinalisté                                                     |
| ------------ | --- | -------------------------------------------------------------------------------- | -------------------------------------------- | ---------------------------------------------------------- | ------------------------------------------------------------------ |
| 12. července | Hamburg European Open Hamburk, Německo ATP Tour 500 1 168 220 € – antuka – 28S/24Q/16D dvouhra • čtyřhra  | Pablo Carreño Busta 6–2, 6–4                                                     | Filip Krajinović                             | Laslo Djere Federico Delbonis                              | Stefanos Tsitsipas Nikoloz Basilašvili Benoît Paire Dušan Lajović  |
| 12. července | Hamburg European Open Hamburk, Německo ATP Tour 500 1 168 220 € – antuka – 28S/24Q/16D dvouhra • čtyřhra  | Tim Pütz Michael Venus 6–3, 6–7(7–3), [10–8]                                     | Kevin Krawietz Horia Tecău                   | Laslo Djere Federico Delbonis                              | Stefanos Tsitsipas Nikoloz Basilašvili Benoît Paire Dušan Lajović  |
| 12. července | Hall of Fame Open Newport, Spojené státy ATP Tour 250 535 535 $ – tráva – 28S/16Q/16D dvouhra • čtyřhra   | Kevin Anderson 7–6(10–8), 6–4                                                    | Jenson Brooksby                              | Alexandr Bublik Jordan Thompson                            | Jason Jung Jack Sock Peter Gojowczyk Maxime Cressy                 |
| 12. července | Hall of Fame Open Newport, Spojené státy ATP Tour 250 535 535 $ – tráva – 28S/16Q/16D dvouhra • čtyřhra   | William Blumberg Jack Sock 6–2, 7–6(7–3)                                         | Austin Krajicek Vasek Pospisil               | Alexandr Bublik Jordan Thompson                            | Jason Jung Jack Sock Peter Gojowczyk Maxime Cressy                 |
| 12. července | Nordea Open Båstad, Švédsko ATP Tour 250 481 270 €– antuka – 28S/16Q/16D dvouhra • čtyřhra                | Casper Ruud 6–3, 6–3                                                             | Federico Coria                               | Roberto Carballés Baena Yannick Hanfmann                   | Henri Laaksonen Norbert Gombos Arthur Rinderknech Cristian Garín   |
| 12. července | Nordea Open Båstad, Švédsko ATP Tour 250 481 270 €– antuka – 28S/16Q/16D dvouhra • čtyřhra                | Sander Arends David Pel 6–4, 6–2                                                 | Andre Begemann Albano Olivetti               | Roberto Carballés Baena Yannick Hanfmann                   | Henri Laaksonen Norbert Gombos Arthur Rinderknech Cristian Garín   |
| 19. července | Croatia Open Umag Umag, Chorvatsko ATP Tour 250 481 270 €– antuka – 28S/16Q/16D dvouhra • čtyřhra         | Carlos Alcaraz 6–2, 6–2                                                          | Richard Gasquet                              | Albert Ramos-Viñolas Daniel Altmaier                       | Stefano Travaglia Filip Krajinović Damir Džumhur Dušan Lajović     |
| 19. července | Croatia Open Umag Umag, Chorvatsko ATP Tour 250 481 270 €– antuka – 28S/16Q/16D dvouhra • čtyřhra         | Fernando Romboli David Vega Hernández 6–3, 7–5                                   | Tomislav Brkić Nikola Ćaćić                  | Albert Ramos-Viñolas Daniel Altmaier                       | Stefano Travaglia Filip Krajinović Damir Džumhur Dušan Lajović     |
| 19. července | Swiss Open Gstaad Gstaad, Švýcarsko ATP Tour 250 481 270 € – antuka – 28S/16Q/16D dvouhra • čtyřhra       | Casper Ruud 6–3, 6–2                                                             | Hugo Gaston                                  | Vít Kopřiva Laslo Djere                                    | Mikael Ymer Benoît Paire Cristian Garín Arthur Rinderknech         |
| 19. července | Swiss Open Gstaad Gstaad, Švýcarsko ATP Tour 250 481 270 € – antuka – 28S/16Q/16D dvouhra • čtyřhra       | Marc-Andrea Hüsler Dominic Stricker 6–1, 7–6(9–7)                                | Szymon Walków Jan Zieliński                  | Vít Kopřiva Laslo Djere                                    | Mikael Ymer Benoît Paire Cristian Garín Arthur Rinderknech         |
| 19. července | Los Cabos Open Cabo San Lucas, Mexiko ATP Tour 250 694 655 $– tvrdý – 28S/16Q/16D dvouhra • čtyřhra       | Cameron Norrie 6–2, 6–2                                                          | Brandon Nakashima                            | Taylor Fritz John Isner                                    | Ernesto Escobedo Steve Johnson Jordan Thompson Alex Bolt           |
| 19. července | Los Cabos Open Cabo San Lucas, Mexiko ATP Tour 250 694 655 $– tvrdý – 28S/16Q/16D dvouhra • čtyřhra       | Hans Hach Verdugo John Isner 5–7, 6–2, [10–4]                                    | Hunter Reese Sem Verbeek                     | Taylor Fritz John Isner                                    | Ernesto Escobedo Steve Johnson Jordan Thompson Alex Bolt           |
| 26. července | Letní olympijské hry Tokio, Japonsko Olympijské hry tvrdý – 64S/32D/16X dvouhra • čtyřhra • mix           | Zlatá medaile                                                                    | Stříbrná medaile                             | Bronzová medaile                                           | 4. místo                                                           |
| 26. července | Letní olympijské hry Tokio, Japonsko Olympijské hry tvrdý – 64S/32D/16X dvouhra • čtyřhra • mix           | Alexander Zverev (GER) · 6–3, 6–1                                                | Karen Chačanov (ROC)                         | Pablo Carreño Busta (ESP) · 6–4, 6–7(6–8), 6–3             | Novak Djoković (SRB)                                               |
| 26. července | Letní olympijské hry Tokio, Japonsko Olympijské hry tvrdý – 64S/32D/16X dvouhra • čtyřhra • mix           | Nikola Mektić (CRO) · Mate Pavić (CRO) · 6–4, 3–6, [10–6]                        | Marin Čilić (CRO) · Ivan Dodig (CRO)         | Marcus Daniell (NZL) · Michael Venus (NZL) · 7–6(7–3), 6–2 | Austin Krajicek (USA) · Tennys Sandgren (USA)                      |
| 26. července | Letní olympijské hry Tokio, Japonsko Olympijské hry tvrdý – 64S/32D/16X dvouhra • čtyřhra • mix           | Anastasija Pavljučenkovová (ROC) · Andrej Rubljov (ROC) · 6–3, 6–7(5–7), [13–11] | Jelena Vesninová (ROC) · Aslan Karacev (ROC) | Ashleigh Bartyová (AUS) · John Peers (AUS) · bez boje      | Nina Stojanovićová (SRB) · Novak Djoković (SRB)                    |
| 26. července | Truist Atlanta Open Atlanta, Spojené státy ATP Tour 250 638 385 $ – tvrdý – 28S/16Q/16D dvouhra • čtyřhra | John Isner 7–6 (10–8), 7–5                                                       | Brandon Nakashima                            | Emil Ruusuvuori Taylor Fritz                               | Jordan Thompson Cameron Norrie Reilly Opelka Christopher O'Connell |
| 26. července | Truist Atlanta Open Atlanta, Spojené státy ATP Tour 250 638 385 $ – tvrdý – 28S/16Q/16D dvouhra • čtyřhra | Reilly Opelka Jannik Sinner 6–4, 6–7(6–8), [10–3]                                | Steve Johnson Jordan Thompson                | Emil Ruusuvuori Taylor Fritz                               | Jordan Thompson Cameron Norrie Reilly Opelka Christopher O'Connell |
| 26. července | Generali Open Kitzbühel Kitzbühel, Rakousko ATP Tour 250 antuka – 28S/16Q/16D dvouhra • čtyřhra           | Casper Ruud 6–1, 4–6, 6–3                                                        | Pedro Martínez                               | Arthur Rinderknech Daniel Altmaier                         | Mikael Ymer Filip Krajinović Gianluca Mager Jozef Kovalík          |
| 26. července | Generali Open Kitzbühel Kitzbühel, Rakousko ATP Tour 250 antuka – 28S/16Q/16D dvouhra • čtyřhra           | Alexander Erler Lucas Miedler 7–5, 7–6(7–5)                                      | Roman Jebavý Matwé Middelkoop                | Arthur Rinderknech Daniel Altmaier                         | Mikael Ymer Filip Krajinović Gianluca Mager Jozef Kovalík          |

### Srpen
| Týden od          | Turnaj | Vítězové                                               | Finalisté                         | Semifinalisté                          | Čtvrtfinalisté                                                        |
| ----------------- | --- | ------------------------------------------------------ | --------------------------------- | -------------------------------------- | --------------------------------------------------------------------- |
| 2. srpna          | Citi Open Washington, Spojené státy ATP Tour 500 2 046 340 $ – tvrdý – 48S/24Q/16D dvouhra • čtyřhra                  | Jannik Sinner 7–5, 4–6, 7–5                            | Mackenzie McDonald                | Kei Nišikori Jenson Brooksby           | Lloyd Harris Denis Kudla Steve Johnson John Millman                   |
| 2. srpna          | Citi Open Washington, Spojené státy ATP Tour 500 2 046 340 $ – tvrdý – 48S/24Q/16D dvouhra • čtyřhra                  | Raven Klaasen Ben McLachlan 7–6(7–4), 6–4              | Neal Skupski Michael Venus        | Kei Nišikori Jenson Brooksby           | Lloyd Harris Denis Kudla Steve Johnson John Millman                   |
| 9. srpna          | National Bank Open Toronto, Kanada ATP Tour Masters 1000 3 487 915 €– tvrdý – 48S/24Q/28D dvouhra • čtyřhra           | Daniil Medveděv 6–4, 6–3                               | Reilly Opelka                     | John Isner Stefanos Tsitsipas          | Hubert Hurkacz Gaël Monfils Casper Ruud Roberto Bautista Agut         |
| 9. srpna          | National Bank Open Toronto, Kanada ATP Tour Masters 1000 3 487 915 €– tvrdý – 48S/24Q/28D dvouhra • čtyřhra           | Rajeev Ram Joe Salisbury 6–3, 4–6, [10–3]              | Nikola Mektić Mate Pavić          | John Isner Stefanos Tsitsipas          | Hubert Hurkacz Gaël Monfils Casper Ruud Roberto Bautista Agut         |
| 16. srpna         | Western & Southern Open Mason, Spojené státy ATP Tour Masters 1000 3 707 550 $– tvrdý – 56S/28Q/28D dvouhra • čtyřhra | Alexander Zverev 6–2, 6–3                              | Andrej Rubljov                    | Daniil Medveděv Stefanos Tsitsipas     | Pablo Carreño Busta Benoît Paire Casper Ruud Félix Auger-Aliassime    |
| 16. srpna         | Western & Southern Open Mason, Spojené státy ATP Tour Masters 1000 3 707 550 $– tvrdý – 56S/28Q/28D dvouhra • čtyřhra | Marcel Granollers Horacio Zeballos 7–6(7–5), 7–6(7–5)  | Steve Johnson Austin Krajicek     | Daniil Medveděv Stefanos Tsitsipas     | Pablo Carreño Busta Benoît Paire Casper Ruud Félix Auger-Aliassime    |
| 23. srpna         | Winston-Salem Open Winston-Salem, Spojené státy ATP Tour 250 807 210 $– tvrdý – 48S/16Q/16D dvouhra • čtyřhra         | Ilja Ivaška 6–0, 6–2                                   | Mikael Ymer                       | Emil Ruusuvuori Carlos Alcaraz         | Pablo Carreño Busta Richard Gasquet Marcos Giron Frances Tiafoe       |
| 23. srpna         | Winston-Salem Open Winston-Salem, Spojené státy ATP Tour 250 807 210 $– tvrdý – 48S/16Q/16D dvouhra • čtyřhra         | Marcelo Arévalo Matwé Middelkoop 6–7(5–7), 7–5, [10–6] | Ivan Dodig Austin Krajicek        | Emil Ruusuvuori Carlos Alcaraz         | Pablo Carreño Busta Richard Gasquet Marcos Giron Frances Tiafoe       |
| 30. srpna 6. září | US Open New York, Spojené státy Grand Slam 27 200 000 $ – tvrdý – 128S/128Q/64D/32X dvouhra • čtyřhra • mix           | Daniil Medveděv 6–4, 6–4, 6–4                          | Novak Djoković                    | Alexander Zverev Félix Auger-Aliassime | Matteo Berrettini Lloyd Harris Carlos Alcaraz Botic van de Zandschulp |
| 30. srpna 6. září | US Open New York, Spojené státy Grand Slam 27 200 000 $ – tvrdý – 128S/128Q/64D/32X dvouhra • čtyřhra • mix           | Rajeev Ram Joe Salisbury 3–6, 6–2, 6–2                 | Jamie Murray Bruno Soares         | Alexander Zverev Félix Auger-Aliassime | Matteo Berrettini Lloyd Harris Carlos Alcaraz Botic van de Zandschulp |
| 30. srpna 6. září | US Open New York, Spojené státy Grand Slam 27 200 000 $ – tvrdý – 128S/128Q/64D/32X dvouhra • čtyřhra • mix           | Desirae Krawczyková Joe Salisbury 7–5, 6–2             | Giuliana Olmosová Marcelo Arévalo | Alexander Zverev Félix Auger-Aliassime | Matteo Berrettini Lloyd Harris Carlos Alcaraz Botic van de Zandschulp |

### Září
| Týden od | Turnaj                                                                                                | Vítězové                                         | Finalisté                         | Semifinalisté                  | Čtvrtfinalisté                                                  |
| -------- | --- | ------------------------------------------------ | --------------------------------- | ------------------------------ | --------------------------------------------------------------- |
| 20. září | Laver Cup Boston, Spojené státy tvrdý (h)                                                             | Tým Evropy 14–1                                  | Tým světa                         |                                |                                                                 |
| 20. září | Moselle Open Mety, Francie ATP Tour 250 481 270 $ – tvrdý (h) – 28S/16Q/16D dvouhra • čtyřhra         | Hubert Hurkacz 7–6(7–2), 6–3                     | Pablo Carreño Busta               | Peter Gojowczyk Gaël Monfils   | Andy Murray Marcos Giron Nikoloz Basilašvili Holger Rune        |
| 20. září | Moselle Open Mety, Francie ATP Tour 250 481 270 $ – tvrdý (h) – 28S/16Q/16D dvouhra • čtyřhra         | Hubert Hurkacz Jan Zieliński 7–5, 6–3            | Hugo Nys Arthur Rinderknech       | Peter Gojowczyk Gaël Monfils   | Andy Murray Marcos Giron Nikoloz Basilašvili Holger Rune        |
| 20. září | Astana Open Nur-Sultan, Kazachstán ATP Tour 250 541 800 $ – tvrdý (h) – 28S/16Q/16D dvouhra • čtyřhra | Kwon Sun-u 7–6(8–6), 6–3                         | James Duckworth                   | Ilja Ivaška Alexandr Bublik    | Emil Ruusuvuori John Millman Laslo Djere Carlos Taberner        |
| 20. září | Astana Open Nur-Sultan, Kazachstán ATP Tour 250 541 800 $ – tvrdý (h) – 28S/16Q/16D dvouhra • čtyřhra | Santiago González Andrés Molteni 6–1, 6–2        | Jonatan Erlich Andrej Vasilevskij | Ilja Ivaška Alexandr Bublik    | Emil Ruusuvuori John Millman Laslo Djere Carlos Taberner        |
| 27. září | Sofia Open Sofie, Bulharsko ATP Tour 250 389 270 € – tvrdý (h) – 28S/16Q/16 dvouhra • čtyřhra         | Jannik Sinner 6–3, 6–4                           | Gaël Monfils                      | Filip Krajinović Marcos Giron  | James Duckworth Kamil Majchrzak John Millman Gianluca Mager     |
| 27. září | Sofia Open Sofie, Bulharsko ATP Tour 250 389 270 € – tvrdý (h) – 28S/16Q/16 dvouhra • čtyřhra         | Jonny O'Mara Ken Skupski 6–3, 6–4                | Oliver Marach Philipp Oswald      | Filip Krajinović Marcos Giron  | James Duckworth Kamil Majchrzak John Millman Gianluca Mager     |
| 27. září | San Diego Open San Diego, Spojené státy ATP Tour 250 600 000 $- tvrdý – 28S/16Q/16D dvouhra • čtyřhra | Casper Ruud 6–0, 6–2                             | Cameron Norrie                    | Andrej Rubljov Grigor Dimitrov | Diego Schwartzman Denis Shapovalov Aslan Karacev Lorenzo Sonego |
| 27. září | San Diego Open San Diego, Spojené státy ATP Tour 250 600 000 $- tvrdý – 28S/16Q/16D dvouhra • čtyřhra | Joe Salisbury Neal Skupski 7–6(7–2), 3–6, [10–5] | John Peers Filip Polášek          | Andrej Rubljov Grigor Dimitrov | Diego Schwartzman Denis Shapovalov Aslan Karacev Lorenzo Sonego |

### Říjen
| Týden od           | Turnaj | Vítězové                                           | Finalisté                        | Semifinalisté                              | Čtvrtfinalisté                                                                    |
| ------------------ | --- | -------------------------------------------------- | -------------------------------- | ------------------------------------------ | --------------------------------------------------------------------------------- |
| 4. října 11. října | BNP Paribas Open Indian Wells, Spojené státy ATP Tour Masters 1000 9 146 125 $ – tvrdý – 96S/48Q/32D dvouhra • čtyřhra | Cameron Norrie 3–6, 6–4, 6–1                       | Nikoloz Basilašvili              | Grigor Dimitrov Taylor Fritz               | Hubert Hurkacz Diego Schwartzman Alexander Zverev Stefanos Tsitsipas              |
| 4. října 11. října | BNP Paribas Open Indian Wells, Spojené státy ATP Tour Masters 1000 9 146 125 $ – tvrdý – 96S/48Q/32D dvouhra • čtyřhra | John Peers Filip Polášek 6–3, 7–6(7–5)             | Aslan Karacev Andrej Rubljov     | Grigor Dimitrov Taylor Fritz               | Hubert Hurkacz Diego Schwartzman Alexander Zverev Stefanos Tsitsipas              |
| 18. října          | Kremlin Cup Moskva, Rusko ATP Tour 250 779 515 $ – tvrdý (h) – 28S/16Q/16D dvouhra • čtyřhra                           | Aslan Karacev 6–2, 6–4                             | Marin Čilić                      | Ričardas Berankis Karen Chačanov           | Adrian Mannarino Pedro Martínez John Millman Gilles Simon                         |
| 18. října          | Kremlin Cup Moskva, Rusko ATP Tour 250 779 515 $ – tvrdý (h) – 28S/16Q/16D dvouhra • čtyřhra                           | Harri Heliövaara Matwé Middelkoop 7–5, 4–6, [11–9] | Tomislav Brkić Nikola Ćaćić      | Ričardas Berankis Karen Chačanov           | Adrian Mannarino Pedro Martínez John Millman Gilles Simon                         |
| 18. října          | European Open Antverpy, Belgie ATP Tour 250 584 125 € – tvrdý (h) – 28S/16Q/16D dvouhra • čtyřhra                      | Jannik Sinner 6–2, 6–2                             | Diego Schwartzman                | Lloyd Harris Jenson Brooksby               | Arthur Rinderknech Márton Fucsovics Alejandro Davidovich Fokina Brandon Nakashima |
| 18. října          | European Open Antverpy, Belgie ATP Tour 250 584 125 € – tvrdý (h) – 28S/16Q/16D dvouhra • čtyřhra                      | Nicolas Mahut Fabrice Martin 6–0, 6–1              | Wesley Koolhof Jean-Julien Rojer | Lloyd Harris Jenson Brooksby               | Arthur Rinderknech Márton Fucsovics Alejandro Davidovich Fokina Brandon Nakashima |
| 25. října          | Vienna Open Vídeň, Rakousko ATP Tour 500 1 974 510 € – tvrdý (h) – 32S/16Q/16D dvouhra • čtyřhra                       | Alexander Zverev 7–5, 6–4                          | Frances Tiafoe                   | Jannik Sinner Carlos Alcaraz               | Diego Schwartzman Casper Ruud Matteo Berrettini Félix Auger-Aliassime             |
| 25. října          | Vienna Open Vídeň, Rakousko ATP Tour 500 1 974 510 € – tvrdý (h) – 32S/16Q/16D dvouhra • čtyřhra                       | Juan Sebastián Cabal Robert Farah 6–4, 6–2         | Rajeev Ram Joe Salisbury         | Jannik Sinner Carlos Alcaraz               | Diego Schwartzman Casper Ruud Matteo Berrettini Félix Auger-Aliassime             |
| 25. října          | St. Petersburg Open Petrohrad, Rusko ATP Tour 250 932 370 $ – tvrdý (h) – 28S/16Q/16D dvouhra • čtyřhra                | Marin Čilić 7–6(7–3), 4–6, 6–4                     | Taylor Fritz                     | Botic van de Zandschulp Jan-Lennard Struff | Andrej Rubljov Roberto Bautista Agut John Millman Denis Shapovalov                |
| 25. října          | St. Petersburg Open Petrohrad, Rusko ATP Tour 250 932 370 $ – tvrdý (h) – 28S/16Q/16D dvouhra • čtyřhra                | Jamie Murray Bruno Soares 6–3, 6–4                 | Andrej Golubjev Hugo Nys         | Botic van de Zandschulp Jan-Lennard Struff | Andrej Rubljov Roberto Bautista Agut John Millman Denis Shapovalov                |

### Listopad
| Týden od                    | Turnaj | Vítězové                                          | Finalisté                           | Semifinalisté                        | Čtvrtfinalisté                                                                                                   |
| --------------------------- | --- | ------------------------------------------------- | ----------------------------------- | ------------------------------------ | --- |
| 1. listopadu                | Paris Masters Paříž, Francie ATP Tour Masters 1000 3 084 450 €– tvrdý (h) – 56S/28Q/24D dvouhra • čtyřhra | Novak Djoković 4–6, 6–3, 6–3                      | Daniil Medveděv                     | Hubert Hurkacz Alexander Zverev      | Taylor Fritz James Duckworth Casper Ruud Hugo Gaston                                                             |
| 1. listopadu                | Paris Masters Paříž, Francie ATP Tour Masters 1000 3 084 450 €– tvrdý (h) – 56S/28Q/24D dvouhra • čtyřhra | Tim Pütz Michael Venus 6–3, 6–7(4–7), [11–9]      | Pierre-Hugues Herbert Nicolas Mahut | Hubert Hurkacz Alexander Zverev      | Taylor Fritz James Duckworth Casper Ruud Hugo Gaston                                                             |
| 8. listopadu                | Stockholm Open Stockholm, Švédsko ATP Tour 250 635 750 € – tvrdý (h) – 28S/16Q/16D dvouhra • čtyřhra      | Tommy Paul 6–4, 2–6, 6–4                          | Denis Shapovalov                    | Frances Tiafoe Félix Auger-Aliassime | Andy Murray Daniel Evans Arthur Rinderknech Botic van de Zandschulp                                              |
| 8. listopadu                | Stockholm Open Stockholm, Švédsko ATP Tour 250 635 750 € – tvrdý (h) – 28S/16Q/16D dvouhra • čtyřhra      | Santiago González Andrés Molteni 6–2, 6–2         | Ajsám Kúreší Jean-Julien Rojer      | Frances Tiafoe Félix Auger-Aliassime | Andy Murray Daniel Evans Arthur Rinderknech Botic van de Zandschulp                                              |
| 8. listopadu                | Next Gen ATP Finals Milán, Itálie 1 300 000 $ – tvrdý (h) – 8S (RR) dvouhra                               | Carlos Alcaraz 4–3(7–5), 4–2, 4–2                 | Sebastian Korda                     | Sebastián Báez Brandon Nakashima     | základní skupina Juan Manuel Cerúndolo Hugo Gaston Lorenzo Musetti Holger Rune                                   |
| 15. listopadu               | ATP Finals Turín, Itálie ATP Finals 7 250 000 $ – tvrdý (h) – 8S/8D (RR) dvouhra • čtyřhra                | Alexander Zverev 6–4, 6–4                         | Daniil Medveděv                     | Novak Djoković Casper Ruud           | základní skupina Matteo Berrettini Hubert Hurkacz Cameron Norrie Andrej Rubljov Jannik Sinner Stefanos Tsitsipas |
| 15. listopadu               | ATP Finals Turín, Itálie ATP Finals 7 250 000 $ – tvrdý (h) – 8S/8D (RR) dvouhra • čtyřhra                | Pierre-Hugues Herbert Nicolas Mahut 6–4, 7–6(7–0) | Rajeev Ram Joe Salisbury            | Novak Djoković Casper Ruud           | základní skupina Matteo Berrettini Hubert Hurkacz Cameron Norrie Andrej Rubljov Jannik Sinner Stefanos Tsitsipas |
| 22. listopadu 29. listopadu | Davis Cup, finále Madrid, Španělsko Turín, Itálie Innsbruck, Rakousko tvrdý (h)                           | RTF 2–0                                           | Chorvatsko                          | Německo Srbsko                       | Švédsko Velká Británie Itálie Kazachstán                                                                         |

### Přeložené a zrušené turnaje
Pandemie covidu-19 postihla mužský okruh ATP Tour i ženský okruh WTA Tour. Tabulka uvádí přeložené či zrušené turnaje. 
| Týden od             | turnaj                                                                         | stav                                                 |
| -------------------- | ------------------------------------------------------------------------------ | ---------------------------------------------------- |
| 4. ledna             | ATP Cup Brisbane, Perth, Sydney, Austrálie tvrdý – 24 týmů                     | přeloženo na 1. února, účast jen 12 týmů v Melbourne |
| 4. ledna             | Qatar Open Dauhá, Katar ATP Tour 250 tvrdý                                     | přeloženo na 8. března                               |
| 11. ledna            | ASB Classic Auckland, Nový Zéland ATP Tour 250 tvrdý                           | zrušeno                                              |
| 11. ledna            | Adelaide International Adelaide, Austrálie ATP Tour 250 tvrdý                  | přeloženo na 1. února z Adelaide do Melbourne        |
| 18. ledna 25. ledna  | Australian Open Melbourne, Austrálie Grand Slam tvrdý                          | přeloženo na 8. února                                |
| 1. února             | Tata Open Maharashtra Puné, Indie ATP Tour 250 tvrdý                           | odloženo                                             |
| 1. února             | Córdoba Open Córdoba, Argentina ATP Tour 250 antuka                            | přeloženo na 22. února                               |
| 1. února             | Open Sud de France Montpellier, Francie ATP Tour 250 tvrdý (h)                 | přeloženo na 22. února                               |
| 8. února             | ABN Amro World Tennis Tournament Rotterdam, Nizozemsko ATP Tour 500 tvrdý (h)  | přeloženo na 1. března                               |
| 8. února             | Argentina Open Buenos Aires, Argentina ATP Tour 250 antuka                     | přeloženo na 1. března                               |
| 15. února            | Rio Open Rio de Janeiro, Brazílie ATP Tour 500 antuka                          | odloženo                                             |
| 8. března 15. března | BNP Paribas Open Indian Wells, Spojené státy ATP Tour Masters 1000 tvrdý       | odloženo                                             |
| 5. dubna             | U.S. Men's Clay Court Championships Houston, Spojené státy ATP Tour 250 antuka | zrušeno                                              |
| 5. dubna             | Grand Prix Hassan II Marrákeš, Maroko ATP Tour 250 antuka                      | odloženo                                             |
| 24. května           | French Open Paříž, Francie Grand Slam antuka                                   | přeloženo na 31. května                              |
| 7. června            | Libéma Open 's-Hertogenbosch, Nizozemsko ATP Tour 250 tráva                    | zrušeno                                              |
| 27. září             | Chengdu Open Čcheng-tu, Čína ATP Tour 250 tvrdý                                | zrušeno                                              |
| 27. září             | Zhuhai Championships Ču-chaj, Čína ATP Tour 250 tvrdý                          | zrušeno                                              |
| 4. října             | China Open Peking, Čína ATP Tour 500 tvrdý                                     | zrušeno                                              |
| 4. října             | Japan Open Tokio, Japonsko ATP Tour 500 tvrdý                                  | zrušeno                                              |
| 11. října            | Shanghai Masters Šanghaj, Čína ATP Tour Masters 1000 tvrdý                     | zrušeno                                              |
| 25. října            | Swiss Indoors Basilej, Švýcarsko ATP Tour 500 tvrdý (h)                        | zrušeno                                              |

## Statistiky

### Tituly podle tenistů
|        |                              | Grand Slam | Grand Slam | Grand Slam | Olympijské hry | Olympijské hry | Olympijské hry | Turnaj mistrů | Turnaj mistrů | ATP 1000 | ATP 1000 | ATP 500 | ATP 500 | ATP 250 | ATP 250 | Celkem | Celkem | Celkem |
| Celkem | Tenista                      | D          | Č          | X          | D              | Č              | X              | D             | Č             | D        | Č        | D       | Č       | D       | Č       | D      | Č      | X      |
| ------ | ---------------------------- | ---------- | ---------- | ---------- | -------------- | -------------- | -------------- | ------------- | ------------- | -------- | -------- | ------- | ------- | ------- | ------- | ------ | ------ | ------ |
| 9      | Nikola Mektić (CRO)          |            | ●          |            |                | ●              |                |               |               |          | ●        |         | ●       |         | ●       | 0      | 9      | 0      |
| 9      | Mate Pavić (CRO)             |            | ●          |            |                | ●              |                |               |               |          | ●        |         | ●       |         | ●       | 0      | 9      | 0      |
| 6      | Alexander Zverev (GER)       |            |            |            | ●              |                |                | ●             |               | ●        |          | ●       |         |         |         | 6      | 0      | 0      |
| 5      | Novak Djoković (SRB)         | ●          |            |            |                |                |                |               |               | ●        |          |         |         | ●       |         | 5      | 0      | 0      |
| 5      | Joe Salisbury (GBR)          |            | ●          | ●          |                |                |                |               |               |          | ●        |         |         |         | ●       | 0      | 3      | 2      |
| 5      | Jannik Sinner (ITA)          |            |            |            |                |                |                |               |               |          |          | ●       |         | ●       | ●       | 4      | 1      | 0      |
| 5      | Casper Ruud (NOR)            |            |            |            |                |                |                |               |               |          |          |         |         | ●       |         | 5      | 0      | 0      |
| 4      | Daniil Medveděv (RUS)        | ●          |            |            |                |                |                |               |               | ●        |          |         |         | ●       |         | 4      | 0      | 0      |
| 4      | Nicolas Mahut (FRA)          |            | ●          |            |                |                |                |               | ●             |          |          |         | ●       |         | ●       | 0      | 4      | 0      |
| 4      | Hubert Hurkacz (POL)         |            |            |            |                |                |                |               |               | ●        |          |         |         | ●       | ●       | 3      | 1      | 0      |
| 4      | Tim Pütz (GER)               |            |            |            |                |                |                |               |               |          | ●        |         | ●       |         | ●       | 0      | 4      | 0      |
| 3      | Rajeev Ram (USA)             |            | ●          | ●          |                |                |                |               |               |          | ●        |         |         |         |         | 0      | 2      | 1      |
| 3      | Pierre-Hugues Herbert (FRA)  |            | ●          |            |                |                |                |               | ●             |          |          |         | ●       |         |         | 0      | 3      | 0      |
| 3      | Neal Skupski (GBR)           |            |            | ●          |                |                |                |               |               |          |          |         | ●       |         | ●       | 0      | 2      | 1      |
| 3      | Andrej Rubljov (RUS)         |            |            |            |                |                | ●              |               |               |          |          | ●       |         |         | ●       | 1      | 1      | 1      |
| 3      | Michael Venus (NZL)          |            |            |            |                |                |                |               |               |          | ●        |         | ●       |         | ●       | 0      | 3      | 0      |
| 3      | Juan Sebastián Cabal (COL)   |            |            |            |                |                |                |               |               |          |          |         | ●       |         |         | 0      | 3      | 0      |
| 3      | Robert Farah (COL)           |            |            |            |                |                |                |               |               |          |          |         | ●       |         |         | 0      | 3      | 0      |
| 3      | Aslan Karacev (RUS)          |            |            |            |                |                |                |               |               |          |          | ●       |         | ●       | ●       | 2      | 1      | 0      |
| 3      | Simone Bolelli (ITA)         |            |            |            |                |                |                |               |               |          |          |         |         |         | ●       | 0      | 3      | 0      |
| 3      | Máximo González (ARG)        |            |            |            |                |                |                |               |               |          |          |         |         |         | ●       | 0      | 3      | 0      |
| 3      | Santiago González (MEX)      |            |            |            |                |                |                |               |               |          |          |         |         |         | ●       | 0      | 3      | 0      |
| 2      | Filip Polášek (SVK)          |            | ●          |            |                |                |                |               |               |          | ●        |         |         |         |         | 0      | 2      | 0      |
| 2      | Marcel Granollers (ESP)      |            |            |            |                |                |                |               |               |          | ●        |         |         |         |         | 0      | 2      | 0      |
| 2      | Horacio Zeballos (ARG)       |            |            |            |                |                |                |               |               |          | ●        |         |         |         |         | 0      | 2      | 0      |
| 2      | Rafael Nadal (ESP)           |            |            |            |                |                |                |               |               | ●        |          | ●       |         |         |         | 2      | 0      | 0      |
| 2      | Cameron Norrie (GBR)         |            |            |            |                |                |                |               |               | ●        |          |         |         | ●       |         | 2      | 0      | 0      |
| 2      | Stefanos Tsitsipas (GRE)     |            |            |            |                |                |                |               |               | ●        |          |         |         | ●       |         | 2      | 0      | 0      |
| 2      | John Peers (AUS)             |            |            |            |                |                |                |               |               |          | ●        |         |         |         | ●       | 0      | 2      | 0      |
| 2      | Matteo Berrettini (ITA)      |            |            |            |                |                |                |               |               |          |          | ●       |         | ●       |         | 2      | 0      | 0      |
| 2      | Pablo Carreño Busta (ESP)    |            |            |            |                |                |                |               |               |          |          | ●       |         | ●       |         | 2      | 0      | 0      |
| 2      | Kevin Krawietz (GER)         |            |            |            |                |                |                |               |               |          |          |         | ●       |         | ●       | 0      | 2      | 0      |
| 2      | Ken Skupski (GBR)            |            |            |            |                |                |                |               |               |          |          |         | ●       |         | ●       | 0      | 2      | 0      |
| 2      | Nikoloz Basilašvili (GEO)    |            |            |            |                |                |                |               |               |          |          |         |         | ●       |         | 2      | 0      | 0      |
| 2      | Marin Čilić (CRO)            |            |            |            |                |                |                |               |               |          |          |         |         | ●       |         | 2      | 0      | 0      |
| 2      | Alex de Minaur (AUS)         |            |            |            |                |                |                |               |               |          |          |         |         | ●       |         | 2      | 0      | 0      |
| 2      | John Isner (USA)             |            |            |            |                |                |                |               |               |          |          |         |         | ●       | ●       | 1      | 1      | 0      |
| 2      | Lorenzo Sonego (ITA)         |            |            |            |                |                |                |               |               |          |          |         |         | ●       | ●       | 1      | 1      | 0      |
| 2      | Ariel Behar (URU)            |            |            |            |                |                |                |               |               |          |          |         |         |         | ●       | 0      | 2      | 0      |
| 2      | Gonzalo Escobar (ECU)        |            |            |            |                |                |                |               |               |          |          |         |         |         | ●       | 0      | 2      | 0      |
| 2      | Harri Heliövaara (FIN)       |            |            |            |                |                |                |               |               |          |          |         |         |         | ●       | 0      | 2      | 0      |
| 2      | Matwé Middelkoop (NED)       |            |            |            |                |                |                |               |               |          |          |         |         |         | ●       | 0      | 2      | 0      |
| 2      | Andrés Molteni (ARG)         |            |            |            |                |                |                |               |               |          |          |         |         |         | ●       | 0      | 2      | 0      |
| 2      | Jamie Murray (GBR)           |            |            |            |                |                |                |               |               |          |          |         |         |         | ●       | 0      | 2      | 0      |
| 2      | Hugo Nys (MON)               |            |            |            |                |                |                |               |               |          |          |         |         |         | ●       | 0      | 2      | 0      |
| 2      | Bruno Soares (BRA)           |            |            |            |                |                |                |               |               |          |          |         |         |         | ●       | 0      | 2      | 0      |
| 1      | Ivan Dodig (CRO)             |            | ●          |            |                |                |                |               |               |          |          |         |         |         |         | 0      | 1      | 0      |
| 1      | Ugo Humbert (FRA)            |            |            |            |                |                |                |               |               |          |          | ●       |         |         |         | 1      | 0      | 0      |
| 1      | Raven Klaasen (RSA)          |            |            |            |                |                |                |               |               |          |          |         | ●       |         |         | 0      | 1      | 0      |
| 1      | Ben McLachlan (JPN)          |            |            |            |                |                |                |               |               |          |          |         | ●       |         |         | 0      | 1      | 0      |
| 1      | Horia Tecău (ROU)            |            |            |            |                |                |                |               |               |          |          |         | ●       |         |         | 0      | 1      | 0      |
| 1      | Carlos Alcaraz (ESP)         |            |            |            |                |                |                |               |               |          |          |         |         | ●       |         | 1      | 0      | 0      |
| 1      | Kevin Anderson (RSA)         |            |            |            |                |                |                |               |               |          |          |         |         | ●       |         | 1      | 0      | 0      |
| 1      | Juan Manuel Cerúndolo (ARG)  |            |            |            |                |                |                |               |               |          |          |         |         | ●       |         | 1      | 0      | 0      |
| 1      | Daniel Evans (GBR)           |            |            |            |                |                |                |               |               |          |          |         |         | ●       |         | 1      | 0      | 0      |
| 1      | Cristian Garín (CHI)         |            |            |            |                |                |                |               |               |          |          |         |         | ●       |         | 1      | 0      | 0      |
| 1      | David Goffin (BEL)           |            |            |            |                |                |                |               |               |          |          |         |         | ●       |         | 1      | 0      | 0      |
| 1      | Ilja Ivaška (BLR)            |            |            |            |                |                |                |               |               |          |          |         |         | ●       |         | 1      | 0      | 0      |
| 1      | Sebastian Korda (USA)        |            |            |            |                |                |                |               |               |          |          |         |         | ●       |         | 1      | 0      | 0      |
| 1      | Kwon Sun-u (KOR)             |            |            |            |                |                |                |               |               |          |          |         |         | ●       |         | 1      | 0      | 0      |
| 1      | Tommy Paul (USA)             |            |            |            |                |                |                |               |               |          |          |         |         | ●       |         | 1      | 0      | 0      |
| 1      | Alexei Popyrin (AUS)         |            |            |            |                |                |                |               |               |          |          |         |         | ●       |         | 1      | 0      | 0      |
| 1      | Diego Schwartzman (ARG)      |            |            |            |                |                |                |               |               |          |          |         |         | ●       |         | 1      | 0      | 0      |
| 1      | Albert Ramos Viñolas (ESP)   |            |            |            |                |                |                |               |               |          |          |         |         | ●       |         | 1      | 0      | 0      |
| 1      | Sander Arends (NED)          |            |            |            |                |                |                |               |               |          |          |         |         |         | ●       | 0      | 1      | 0      |
| 1      | Marcelo Arévalo (ESA)        |            |            |            |                |                |                |               |               |          |          |         |         |         | ●       | 0      | 1      | 0      |
| 1      | William Blumberg (USA)       |            |            |            |                |                |                |               |               |          |          |         |         |         | ●       | 0      | 1      | 0      |
| 1      | Tomislav Brkić (BIH)         |            |            |            |                |                |                |               |               |          |          |         |         |         | ●       | 0      | 1      | 0      |
| 1      | Nikola Ćaćić (SRB)           |            |            |            |                |                |                |               |               |          |          |         |         |         | ●       | 0      | 1      | 0      |
| 1      | Marcelo Demoliner (BRA)      |            |            |            |                |                |                |               |               |          |          |         |         |         | ●       | 0      | 1      | 0      |
| 1      | Alexander Erler (AUT)        |            |            |            |                |                |                |               |               |          |          |         |         |         | ●       | 0      | 1      | 0      |
| 1      | Jonatan Erlich (ISR)         |            |            |            |                |                |                |               |               |          |          |         |         |         | ●       | 0      | 1      | 0      |
| 1      | Sander Gillé (BEL)           |            |            |            |                |                |                |               |               |          |          |         |         |         | ●       | 0      | 1      | 0      |
| 1      | Lloyd Glasspool (GBR)        |            |            |            |                |                |                |               |               |          |          |         |         |         | ●       | 0      | 1      | 0      |
| 1      | Hans Hach Verdugo (MEX)      |            |            |            |                |                |                |               |               |          |          |         |         |         | ●       | 0      | 1      | 0      |
| 1      | Marc-Andrea Hüsler (SUI)     |            |            |            |                |                |                |               |               |          |          |         |         |         | ●       | 0      | 1      | 0      |
| 1      | Henri Kontinen (FIN)         |            |            |            |                |                |                |               |               |          |          |         |         |         | ●       | 0      | 1      | 0      |
| 1      | Wesley Koolhof (NED)         |            |            |            |                |                |                |               |               |          |          |         |         |         | ●       | 0      | 1      | 0      |
| 1      | Fabrice Martin (FRA)         |            |            |            |                |                |                |               |               |          |          |         |         |         | ●       | 0      | 1      | 0      |
| 1      | Rafael Matos (BRA)           |            |            |            |                |                |                |               |               |          |          |         |         |         | ●       | 0      | 1      | 0      |
| 1      | Felipe Meligeni Alves (BRA)  |            |            |            |                |                |                |               |               |          |          |         |         |         | ●       | 0      | 1      | 0      |
| 1      | Lucas Miedler (AUT)          |            |            |            |                |                |                |               |               |          |          |         |         |         | ●       | 0      | 1      | 0      |
| 1      | Jonny O'Mara (GBR)           |            |            |            |                |                |                |               |               |          |          |         |         |         | ●       | 0      | 1      | 0      |
| 1      | Reilly Opelka (USA)          |            |            |            |                |                |                |               |               |          |          |         |         |         | ●       | 0      | 1      | 0      |
| 1      | David Pel (NED)              |            |            |            |                |                |                |               |               |          |          |         |         |         | ●       | 0      | 1      | 0      |
| 1      | Édouard Roger-Vasselin (FRA) |            |            |            |                |                |                |               |               |          |          |         |         |         | ●       | 0      | 1      | 0      |
| 1      | Fernando Romboli (BRA)       |            |            |            |                |                |                |               |               |          |          |         |         |         | ●       | 0      | 1      | 0      |
| 1      | Ivan Sabanov (CRO)           |            |            |            |                |                |                |               |               |          |          |         |         |         | ●       | 0      | 1      | 0      |
| 1      | Matej Sabanov (CRO)          |            |            |            |                |                |                |               |               |          |          |         |         |         | ●       | 0      | 1      | 0      |
| 1      | Jack Sock (USA)              |            |            |            |                |                |                |               |               |          |          |         |         |         | ●       | 0      | 1      | 0      |
| 1      | Dominic Stricker (SUI)       |            |            |            |                |                |                |               |               |          |          |         |         |         | ●       | 0      | 1      | 0      |
| 1      | Andrei Vasilevski (BLR)      |            |            |            |                |                |                |               |               |          |          |         |         |         | ●       | 0      | 1      | 0      |
| 1      | Andrea Vavassori (ITA)       |            |            |            |                |                |                |               |               |          |          |         |         |         | ●       | 0      | 1      | 0      |
| 1      | David Vega Hernández (ESP)   |            |            |            |                |                |                |               |               |          |          |         |         |         | ●       | 0      | 1      | 0      |
| 1      | Joran Vliegen (BEL)          |            |            |            |                |                |                |               |               |          |          |         |         |         | ●       | 0      | 1      | 0      |
| 1      | Jan Zieliński (POL)          |            |            |            |                |                |                |               |               |          |          |         |         |         | ●       | 0      | 1      | 0      |

### Tituly podle států
|        |                        | Grand Slam | Grand Slam | Grand Slam | Olympijské hry | Olympijské hry | Olympijské hry | Turnaj mistrů | Turnaj mistrů | ATP 1000 | ATP 1000 | ATP 500 | ATP 500 | ATP 250 | ATP 250 | Celkem | Celkem | Celkem |
| Celkem | Stát                   | D          | Č          | X          | D              | Č              | X              | D             | Č             | D        | Č        | D       | Č       | D       | Č       | D      | Č      | X      |
| ------ | ---------------------- | ---------- | ---------- | ---------- | -------------- | -------------- | -------------- | ------------- | ------------- | -------- | -------- | ------- | ------- | ------- | ------- | ------ | ------ | ------ |
| 14     | Spojené království     |            | 1          | 3          |                |                |                |               |               | 1        | 1        |         | 1       | 2       | 5       | 3      | 8      | 3      |
| 13     | Chorvatsko             |            | 2          |            |                | 1              |                |               |               |          | 3        |         | 1       | 2       | 4       | 2      | 11     | 0      |
| 12     | Itálie                 |            |            |            |                |                |                |               |               |          |          | 2       |         | 5       | 5       | 7      | 5      | 0      |
| 11     | Německo                |            |            |            | 1              |                |                |               |               | 2        | 1        | 2       | 2       |         | 3       | 5      | 6      | 0      |
| 9      | Spojené státy americké |            | 1          | 1          |                |                |                |               |               |          | 1        |         |         | 3       | 3       | 3      | 5      | 1      |
| 9      | Rusko                  | 1          |            |            |                |                | 1              |               |               | 1        |          | 2       |         | 3       | 1       | 7      | 1      | 1      |
| 9      | Španělsko              |            |            |            |                |                |                |               |               | 1        | 2        | 2       |         | 3       | 1       | 6      | 3      | 0      |
| 9      | Argentina              |            |            |            |                |                |                |               |               |          | 2        |         |         | 2       | 5       | 2      | 7      | 0      |
| 6      | Srbsko                 | 3          |            |            |                |                |                |               |               | 1        |          |         |         | 1       | 1       | 5      | 1      | 0      |
| 6      | Francie                |            | 1          |            |                |                |                |               | 1             |          |          | 1       | 1       |         | 2       | 1      | 5      | 0      |
| 5      | Austrálie              |            |            |            |                |                |                |               |               |          | 1        |         |         | 3       | 1       | 3      | 2      | 0      |
| 5      | Norsko                 |            |            |            |                |                |                |               |               |          |          |         |         | 5       |         | 5      | 0      | 0      |
| 5      | Brazílie               |            |            |            |                |                |                |               |               |          |          |         |         |         | 5       | 0      | 5      | 0      |
| 4      | Polsko                 |            |            |            |                |                |                |               |               | 1        |          |         |         | 2       | 1       | 3      | 1      | 0      |
| 4      | Mexiko                 |            |            |            |                |                |                |               |               |          |          |         |         |         | 4       | 0      | 4      | 0      |
| 4      | Nizozemsko             |            |            |            |                |                |                |               |               |          |          |         |         |         | 4       | 0      | 4      | 0      |
| 3      | Nový Zéland            |            |            |            |                |                |                |               |               |          | 1        |         | 1       |         | 1       | 0      | 3      | 0      |
| 3      | Kolumbie               |            |            |            |                |                |                |               |               |          |          |         | 3       |         |         | 0      | 3      | 0      |
| 3      | Finsko                 |            |            |            |                |                |                |               |               |          |          |         |         |         | 3       | 0      | 3      | 0      |
| 2      | Slovensko              |            | 1          |            |                |                |                |               |               |          | 1        |         |         |         |         | 0      | 2      | 0      |
| 2      | Řecko                  |            |            |            |                |                |                |               |               | 1        |          |         |         | 1       |         | 2      | 0      | 0      |
| 2      | Jižní Afrika           |            |            |            |                |                |                |               |               |          |          |         | 1       | 1       |         | 1      | 1      | 0      |
| 2      | Gruzie                 |            |            |            |                |                |                |               |               |          |          |         |         | 2       |         | 2      | 0      | 0      |
| 2      | Bělorusko              |            |            |            |                |                |                |               |               |          |          |         |         | 1       | 1       | 1      | 1      | 0      |
| 2      | Belgie                 |            |            |            |                |                |                |               |               |          |          |         |         | 1       | 1       | 1      | 1      | 0      |
| 2      | Ekvádor                |            |            |            |                |                |                |               |               |          |          |         |         |         | 2       | 0      | 2      | 0      |
| 2      | Monako                 |            |            |            |                |                |                |               |               |          |          |         |         |         | 2       | 0      | 2      | 0      |
| 2      | Uruguay                |            |            |            |                |                |                |               |               |          |          |         |         |         | 2       | 0      | 2      | 0      |
| 1      | Japonsko               |            |            |            |                |                |                |               |               |          |          |         | 1       |         |         | 0      | 1      | 0      |
| 1      | Rumunsko               |            |            |            |                |                |                |               |               |          |          |         | 1       |         |         | 0      | 1      | 0      |
| 1      | Chile                  |            |            |            |                |                |                |               |               |          |          |         |         | 1       |         | 1      | 0      | 0      |
| 1      | Jižní Korea            |            |            |            |                |                |                |               |               |          |          |         |         | 1       |         | 1      | 0      | 0      |
| 1      | Rakousko               |            |            |            |                |                |                |               |               |          |          |         |         |         | 1       | 0      | 1      | 0      |
| 1      | Bosna a Hercegovina    |            |            |            |                |                |                |               |               |          |          |         |         |         | 1       | 0      | 1      | 0      |
| 1      | Salvador               |            |            |            |                |                |                |               |               |          |          |         |         |         | 1       | 0      | 1      | 0      |
| 1      | Izrael                 |            |            |            |                |                |                |               |               |          |          |         |         |         | 1       | 0      | 1      | 0      |
| 1      | Švýcarsko              |            |            |            |                |                |                |               |               |          |          |         |         |         | 1       | 0      | 1      | 0      |

### Premiérové tituly

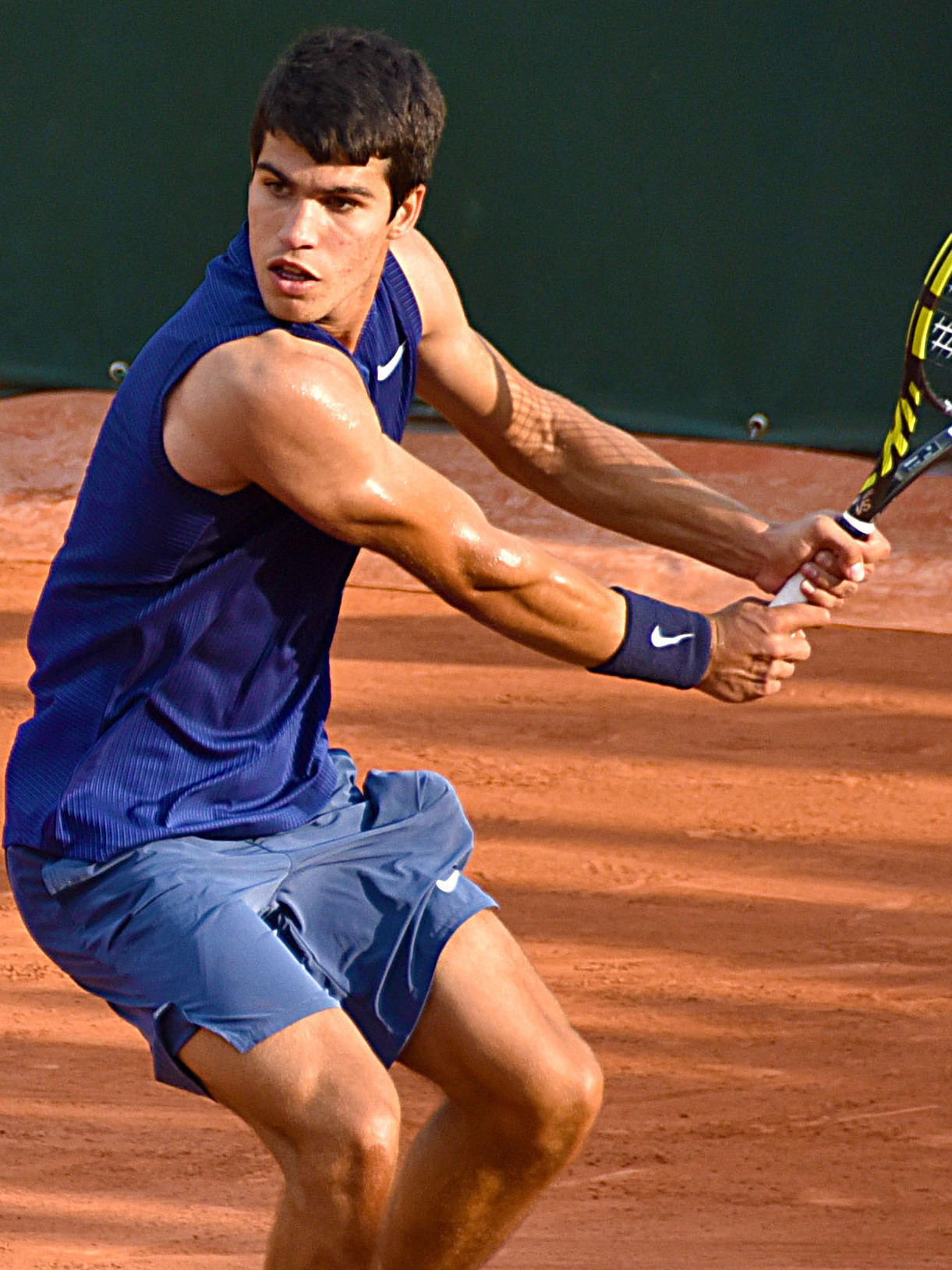
18letý Španěl Carlos Alcaraz vyhrál první trofej na Croatia Open Umag

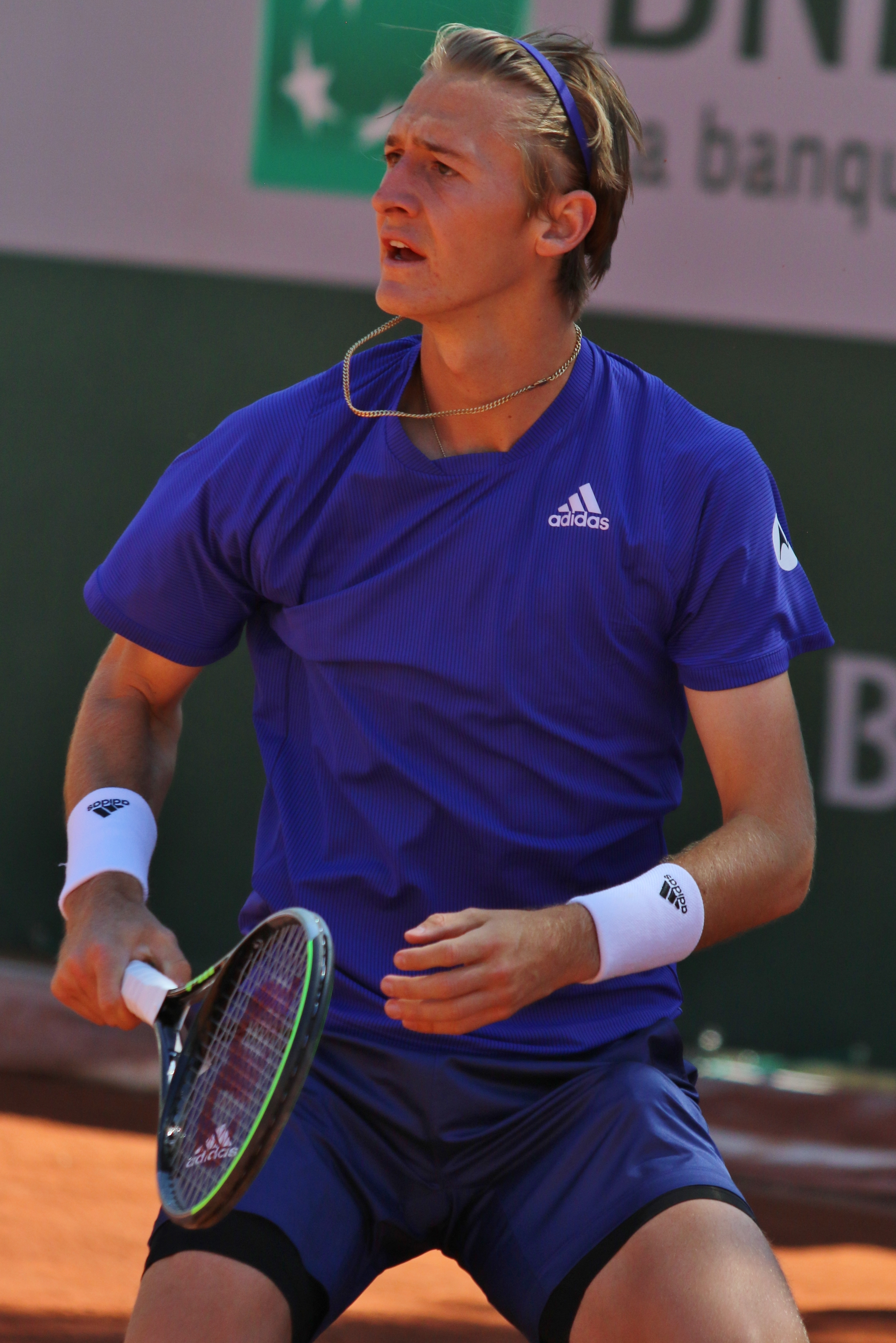
20letý Američan Sebastian Korda si odvezl první titul z Emilia-Romagna Open

Hráči, kteří získali první titul ve dvouhře, ve čtyřhře nebo ve smíšené čtyřhře:
Dvouhra
- Daniel Evans (30 let a 259 dní) – Melbourne (pavouk)
- Alexei Popyrin (21 let a 207 dní)  – Singapur (pavouk)
- Juan Manuel Cerúndolo (19 let a 105 dní) – Córdoba (pavouk)
- Aslan Karacev (27 let a 197 dní)  – Dubaj (pavouk)
- Sebastian Korda (20 let a 328 dní) – Parma (pavouk)
- Cameron Norrie (25 let a 335 dní) – Los Cabos (pavouk)
- Carlos Alcaraz (18 let a 81 dní) – Umag (pavouk)
- Ilja Ivaška (27 let a 185 dní) – Winston-Salem (pavouk)
- Kwon Sun-u (23 let a 298 dní) – Nur-Sultan (pavouk)
- Tommy Paul (24 let a 180 dní) – Stockholm (pavouk)

Čtyřhra
- Ariel Behar – Delray Beach (pavouk
- Gonzalo Escobar – Delray Beach (pavouk)
- Rafael Matos – Córdoba (pavouk)
- Felipe Meligeni Alves – Córdoba (pavouk)
- Tomislav Brkić – Buenos Aires (pavouk)
- Aslan Karacev – Dauhá (pavouk)
- Lloyd Glasspool – Marseille (pavouk)
- Harri Heliövaara – Marseille (pavouk)
- Lorenzo Sonego – Cagliari (pavouk)
- Andrea Vavassori – Cagliari (pavouk)
- Ivan Sabanov – Bělehrad (pavouk)
- Matej Sabanov – Bělehrad (pavouk)
- Andrei Vasilevskij – Bělehrad 2 (pavouk)
- Sander Arends – Båstad (pavouk)
- David Pel – Båstad (pavouk)
- William Blumberg – Newport (pavouk)
- Fernando Romboli – Umag (pavouk)
- David Vega Hernández – Umag (pavouk)
- Hans Hach Verdugo – Los Cabos (pavouk)
- Marc-Andrea Hüsler – Gstaad (pavouk)
- Dominic Stricker – Gstaad (pavouk)
- Alexander Erler – Kitzbühel (pavouk)
- Lucas Miedler – Kitzbühel (pavouk)
- Reilly Opelka – Atlanta (pavouk)
- Jannik Sinner – Atlanta (pavouk)
- Jan Zieliński – Mety (pavouk)

Mix
- Joe Salisbury – French Open (pavouk)
- Neal Skupski – Wimbledon (pavouk)

### Obhájené tituly
Hráči, kteří obhájili titul:
Dvouhra
- Novak Djoković – Australian Open (pavouk), Wimbledon (pavouk)
- Jannik Sinner – Sofie (pavouk)

Čtyřhra
- Nikola Mektić – Monte-Carlo (pavouk)
- Juan Sebastián Cabal – Barcelona (pavouk)
- Robert Farah – Barcelona (pavouk)
- Michael Venus – Hamburk (pavouk)
- Raven Klaasen – Washington (pavouk)

## Žebříček
Konečný žebříček ATP a žebříček ATP Race to Turin pro Turnaj mistrů 2021.

### Dvouhra
Tabulky uvádějí 20 nejvýše postavených tenistů na žebříčku ATP Race to Turin a na konečném žebříčku ATP.
| Žebříček ATP Race | Žebříček ATP Race           | Žebříček ATP Race | Žebříček ATP Race |
| Poř.              | tenista                     | body              | tours             |
| ----------------- | --------------------------- | ----------------- | ----------------- |
| 1.                | Novak Djoković (SRB)        | 9 370             | 10                |
| 2.                | Daniil Medveděv (RUS)       | 7 070             | 16                |
| 3.                | Alexander Zverev (GER)      | 5 955             | 17                |
| 4.                | Stefanos Tsitsipas (GRE)    | 5 695             | 20                |
| 5.                | Andrej Rubljov (RUS)        | 4 210             | 21                |
| 6.                | Matteo Berrettini (ITA)     | 4 090             | 14                |
| 7.                | Hubert Hurkacz (POL)        | 3 315             | 22                |
| 8.                | Casper Ruud (NOR)           | 3 275             | 21                |
| 9.                | Jannik Sinner (ITA)         | 3 015             | 24                |
| 10.               | Rafael Nadal (ESP)          | 2 985             | 7                 |
| 11.               | Cameron Norrie (GBR)        | 2 945             | 24                |
| 12.               | Félix Auger-Aliassime (CAN) | 2 545             | 22                |
| 13.               | Aslan Karacev (RUS)         | 2 290             | 21                |
| 14.               | Denis Shapovalov (CAN)      | 2 030             | 21                |
| 15.               | Diego Schwartzman (ARG)     | 1 990             | 21                |
| 16.               | Pablo Carreño Busta (ESP)   | 1 970             | 19                |
| 17.               | Nikoloz Basilašvili (GEO)   | 1 920             | 28                |
| 18.               | Roberto Bautista Agut (ESP) | 1 685             | 24                |
| 19.               | Taylor Fritz (USA)          | 1 580             | 22                |
| 20.               | Reilly Opelka (USA)         | 1 550             | 21                |

| Konečný žebříček ATP | Konečný žebříček ATP        | Konečný žebříček ATP | Konečný žebříček ATP | Konečný žebříček ATP | Konečný žebříček ATP | Konečný žebříček ATP | Konečný žebříček ATP |
| Poř.                 | tenista                     | bodů                 | tours                | '20                  | max                  | min                  | '20→'21              |
| -------------------- | --------------------------- | -------------------- | -------------------- | -------------------- | -------------------- | -------------------- | -------------------- |
| 1.                   | Novak Djoković (SRB)        | 11 540               | 14                   | 1.                   | 1.                   | 1.                   | ▬                    |
| 2.                   | Daniil Medveděv (RUS)       | 8 640                | 23                   | 4.                   | 2.                   | 4.                   | ▲2                   |
| 3.                   | Alexander Zverev (GER)      | 7 840                | 23                   | 7.                   | 3.                   | 7.                   | ▲4                   |
| 4.                   | Stefanos Tsitsipas (GRE)    | 6 540                | 26                   | 6.                   | 3.                   | 6.                   | ▲2                   |
| 5.                   | Andrej Rubljov (RUS)        | 5 150                | 28                   | 8.                   | 5.                   | 8.                   | ▲3                   |
| 6.                   | Rafael Nadal (ESP)          | 4 875                | 11                   | 2.                   | 2.                   | 6.                   | ▼4                   |
| 7.                   | Matteo Berrettini (ITA)     | 4 568                | 21                   | 10.                  | 7.                   | 10.                  | ▲3                   |
| 8.                   | Casper Ruud (NOR)           | 4 160                | 35                   | 27.                  | 8.                   | 28.                  | ▲19                  |
| 9.                   | Hubert Hurkacz (POL)        | 3 706                | 32                   | 34.                  | 9.                   | 37.                  | ▲25                  |
| 10.                  | Jannik Sinner (ITA)         | 3 350                | 42                   | 37.                  | 9.                   | 36.                  | ▲27                  |
| 11.                  | Félix Auger-Aliassime (CAN) | 3 308                | 28                   | 21.                  | 10.                  | 22.                  | ▲10                  |
| 12.                  | Cameron Norrie (GBR)        | 2 945                | 31                   | 71.                  | 12.                  | 74.                  | ▲59                  |
| 13.                  | Diego Schwartzman (ARG)     | 2 625                | 25                   | 9.                   | 9.                   | 16.                  | ▼4                   |
| 14.                  | Denis Shapovalov (CAN)      | 2 475                | 28                   | 12.                  | 10.                  | 19.                  | ▼2                   |
| 15.                  | Dominic Thiem (AUT)         | 2 425                | 15                   | 3.                   | 3.                   | 15.                  | ▼12                  |
| 16.                  | Roger Federer (SUI)         | 2 385                | 8                    | 5.                   | 5.                   | 16.                  | ▼11                  |
| 17.                  | Cristian Garín (CHI)        | 2 353                | 30                   | 22.                  | 17.                  | 25.                  | ▲5                   |
| 18.                  | Aslan Karacev (RUS)         | 2 351                | 40                   | 112.                 | 15.                  | 114.                 | ▲94                  |
| 19.                  | Roberto Bautista Agut (ESP) | 2 260                | 27                   | 13.                  | 10.                  | 21.                  | ▼6                   |
| 20.                  | Pablo Carreño Busta (ESP)   | 2 230                | 25                   | 16.                  | 11.                  | 20.                  | ▼4                   |

#### Světové jedničky ve dvouhře
| Světová jednička     | Datum nástupu       | Datum odchodu     |
| -------------------- | ------------------- | ----------------- |
| Novak Djoković (SRB) | začátek sezóny 2021 | konec sezóny 2021 |

#### Nové žebříčkové maximum
Hráči, kteří v sezóně 2021 zaznamenali nové kariérní maximum v první padesátce žebříčku ATP  (ztučnění jmen u hráčů, kteří v elitní světové desítce danou sezónu debutovali a postavení při novém maximu v Top 10):
- Miomir Kecmanović (na 38. místo 8. března)
- Daniil Medveděv (na 2. místo 15. března)
- Ugo Humbert (na 25. místo 21. června)
- Alex de Minaur (na 15. místo 28. června)
- Stefanos Tsitsipas (na 3. místo  9. srpna)
- Alejandro Davidovich Fokina (na 32. místo 30. srpna)
- Andrej Rubljov (na 5. místo  13. září)
- Matteo Berrettini (na 7. místo  13. září)
- Cristian Garín (na 17. místo 13. září)
- Reilly Opelka (na 19. místo 13. září)
- Lloyd Harris (na 31. místo 13. září)
- Alexandr Bublik (na 34. místo 13. září)
- Daniel Evans (na 22. místo 27)
- Lorenzo Sonego (na 21. místo 4. října)
- Sebastian Korda (na 38. místo 18. října)
- Ilja Ivaška (na 43. místo 18. října)
- Casper Ruud (na 8. místo  25. října)
- Jannik Sinner (na 9. místo  1. listopadu)
- Kwon Sun-u (na 52. místo 1. listopadu)
- Hubert Hurkacz (na 9. místo  8. listopadu)
- Cameron Norrie (na 12. místo 8. listopadu)
- Aslan Karacev (na 15. místo 8. listopadu)
- Taylor Fritz (na 23. místo 8. listopadu)
- Carlos Alcaraz (na 32. místo 8. listopadu)
- James Duckworth (na 47. místo 8. listopadu)
- Félix Auger-Aliassime (na 10. místo  15. listopadu)
- Tommy Paul (na 43. místo 15. listopadu)

### Čtyřhra
Tabulky uvádí 10 nejvýše postavených párů na žebříčku ATP Race to Turin a 20 nejvýše postavených deblistů na konečném žebříčku ATP.
| Žebříček párů ATP Race | Žebříček párů ATP Race                          | Žebříček párů ATP Race | Žebříček párů ATP Race |
| Poř.                   | pár                                             | bodů                   | turnajů                |
| ---------------------- | ----------------------------------------------- | ---------------------- | ---------------------- |
| 1.                     | Mate Pavić (CRO) Nikola Mektić (CRO)            | 9 275                  | 20                     |
| 2.                     | Rajeev Ram (USA) Joe Salisbury (GBR)            | 8 140                  | 19                     |
| 3.                     | Pierre-Hugues Herbert (FRA) Nicolas Mahut (FRA) | 5 990                  | 13                     |
| 4.                     | Marcel Granollers (ESP) Horacio Zeballos (ARG)  | 4 935                  | 14                     |
| 5.                     | Juan Sebastián Cabal (COL) Robert Farah (COL)   | 4 460                  | 21                     |
| 6.                     | Ivan Dodig (CRO) Filip Polášek (SVK)            | 3 430                  | 13                     |
| 7.                     | Kevin Krawietz (GER) Horia Tecău (ROU)          | 3 310                  | 15                     |
| 8.                     | Jamie Murray (GBR) Bruno Soares (BRA)           | 3 230                  | 16                     |
| 9.                     | John Peers (AUS) Filip Polášek (SVK)            | 2 500                  | 8                      |
| 10.                    | Simone Bolelli (ITA) Máximo González (ARG)      | 2 385                  | 19                     |

| Konečný žebříček ATP | Konečný žebříček ATP        | Konečný žebříček ATP | Konečný žebříček ATP | Konečný žebříček ATP | Konečný žebříček ATP | Konečný žebříček ATP | Konečný žebříček ATP |
| Poř.                 | tenista                     | bodů                 | tours                | '20                  | max                  | min                  | '20→'21              |
| -------------------- | --------------------------- | -------------------- | -------------------- | -------------------- | -------------------- | -------------------- | -------------------- |
| 1.                   | Mate Pavić (CRO)            | 10 265               | 29                   | 4.                   | 1.                   | 4.                   | ▲3                   |
| 2.                   | Nikola Mektić (CRO)         | 9 830                | 29                   | 8.                   | 1.                   | 8.                   | ▲6                   |
| 3.                   | Joe Salisbury (GBR)         | 9 610                | 27                   | 12.                  | 3.                   | 15.                  | ▲9                   |
| 4.                   | Rajeev Ram (USA)            | 9 400                | 26                   | 14.                  | 4.                   | 17.                  | ▲10                  |
| 5.                   | Nicolas Mahut (FRA)         | 7 735                | 26                   | 6.                   | 2.                   | 8.                   | ▲1                   |
| 6.                   | Horacio Zeballos (ARG)      | 7 100                | 22                   | 3.                   | 3.                   | 8.                   | ▼3                   |
| 7.                   | Marcel Granollers (ESP)     | 7 043                | 23                   | 9.                   | 5.                   | 13.                  | ▲2                   |
| 8.                   | Pierre-Hugues Herbert (FRA) | 6 660                | 20                   | 23.                  | 5.                   | 25.                  | ▲15                  |
| 9.                   | Filip Polášek (SVK)         | 6 460                | 32                   | 17.                  | 8                    | 17.                  | ▲8                   |
| 10.                  | Juan Sebastián Cabal (COL)  | 5 525                | 25                   | 2.                   | 2.                   | 15.                  | ▼8                   |
| 10.                  | Robert Farah (COL)          | 5 525                | 25                   | 1.                   | 1.                   | 12.                  | ▼9                   |
| 12.                  | Ivan Dodig (CRO)            | 5 165                | 31                   | 16.                  | 7.                   | 16.                  | ▲4                   |
| 13.                  | John Peers (AUS)            | 5 080                | 27                   | 28.                  | 12.                  | 28.                  | ▲15                  |
| 14.                  | Kevin Krawietz (GER)        | 4 698                | 32                   | 19.                  | 11.                  | 20.                  | ▲5                   |
| 15.                  | Michael Venus (NZL)         | 4 511                | 25                   | 13.                  | 13.                  | 21.                  | ▼2                   |
| 16.                  | Bruno Soares (BRA)          | 4 465                | 24                   | 7.                   | 4.                   | 16.                  | ▼9                   |
| 17.                  | Horia Tecău (ROU)           | 4 410                | 22                   | 22.                  | 15.                  | 24.                  | ▲5                   |
| 18.                  | Tim Pütz (GER)              | 4 218                | 28                   | 61.                  | 17.                  | 62.                  | ▲43                  |
| 19.                  | Jamie Murray (GBR)          | 4 108                | 31                   | 24.                  | 17.                  | 24.                  | ▲5                   |
| 20.                  | Neal Skupski (GBR)          | 3 578                | 35                   | 27.                  | 14.                  | 27.                  | ▲7                   |

#### Světové jedničky ve čtyřhře
| Světová jednička    | Datum nástupu       | Datum odchodu     |
| ------------------- | ------------------- | ----------------- |
| Robert Farah (COL)  | začátek sezóny 2021 | 4. dubna 2021     |
| Mate Pavić (CRO)    | 5. dubna 2021       | 17. října 2021    |
| Nikola Mektić (CRO) | 18. října 2021      | 7. listopadu 2021 |
| Mate Pavić (CRO)    | 8. listopadu 2021   | konec sezóny 2021 |

#### Nové žebříčkové maximum
Hráči, kteří v sezóně 2021 zaznamenali nové kariérní maximum v první padesátce žebříčku ATP čtyřhry (ztučnění jmen u hráčů, kteří v elitní světové desítce debutovali a postavení při novém maximu v Top 10):
- Joran Vliegen (na 28. místo 14. června)
- Philipp Oswald (na 31. místo 21. června)
- Neal Skupski (na 14. místo 9. srpna)
- Rajeev Ram (na 4. místo  20. září)
- Matwé Middelkoop (na 26. místo 4. října)
- Nikola Mektić (na 1. místo  18. října)
- Max Purcell (na 28. místo 18. října)
- Hubert Hurkacz (na 44. místo 25. října)
- Luke Saville (na 23. místo 8. listopadu)
- Sander Gillé (na 24. místo 8. listopadu)
- Andrej Golubjev (na 25. místo 8. listopadu)
- Marcelo Arévalo (na 31. místo 8. listopadu)
- Nikola Ćaćić (na 35. místo 8. listopadu)
- Hugo Nys (na 41. místo 8. listopadu)
- Tomislav Brkić (na 46. místo 8. listopadu)
- Alexandr Bublik (na 47. místo 8. listopadu)
- Tim Pütz (na 17. místo 15. listopadu)
- Gonzalo Escobar (na 38. místo 15. listopadu)
- Ariel Behar (na 41. místo 15. listopadu)

## Výdělek hráčů
| Nejvyšší výdělky tenistů                                       | Nejvyšší výdělky tenistů | Nejvyšší výdělky tenistů | Nejvyšší výdělky tenistů | Nejvyšší výdělky tenistů |
| Poř.                                                           | hráč                     | ve dvouhře               | ve čtyřhře               | celkem v sezóně          |
| -------------------------------------------------------------- | ------------------------ | ------------------------ | ------------------------ | ------------------------ |
| 1.                                                             | Novak Djoković (SRB)     | 9 069 225 $              | 31 322 $                 | 9 100 547 $              |
| 2.                                                             | Daniil Medveděv (RUS)    | 7 466 284 $              | 14 987 $                 | 7 481 271 $              |
| 3.                                                             | Alexander Zverev (GER)   | 6 361 173 $              | 59 171 $                 | 6 420 344 $              |
| 4.                                                             | Stefanos Tsitsipas (GRE) | 3 503 608 $              | 75 547 $                 | 3 579 155 $              |
| 5.                                                             | Andrej Rubljov (RUS)     | 3 131 467 $              | 199 911 $                | 3 331 378 $              |
| 6.                                                             | Matteo Berrettini (ITA)  | 3 201 126 $              | 30 782 $                 | 3 231 908 $              |
| 7.                                                             | Cameron Norrie (GBR)     | 2 518 782 $              | 105 099 $                | 2 623 881 $              |
| 8.                                                             | Casper Ruud (NOR)        | 2 230 592 $              | 84 037 $                 | 2 314 629 $              |
| 9.                                                             | Hubert Hurkacz (POL)     | 2 173 247 $              | 140 042 $                | 2 313 289 $              |
| 10.                                                            | Jannik Sinner (ITA)      | 2 159 534 $              | 73 665 $                 | 2 233 199 $              |
| částky v amerických dolarech; aktualizováno 22. listopadu 2021 |                          |                          |                          |                          |

## Nejlepší zápasy podle ATPTour.com

### Nejlepších 5 zápasů na Grand Slamu
|    | Turnaj          | kolo       | povrch | vítěz              | poražený           | výsledek                          | [ 14 ]                            |
| -- | --------------- | ---------- | ------ | ------------------ | ------------------ | --------------------------------- | --------------------------------- |
| 1. | French Open     | semifinále | antuka | Novak Djoković     | Rafael Nadal       | 3–6, 6–3, 7–6(7–4), 6–2           | 3–6, 6–3, 7–6(7–4), 6–2           |
| 2. | US Open         | semifinále | tvrdý  | Novak Djoković     | Alexander Zverev   | 4–6, 6–2, 6–4, 4–6, 6–2           | 4–6, 6–2, 6–4, 4–6, 6–2           |
| 3. | US Open         | 3. kolo    | tvrdý  | Frances Tiafoe     | Andrej Rubljov     | 4–6, 6–3, 7–6(8–6), 4–6, 6–1      | 4–6, 6–3, 7–6(8–6), 4–6, 6–1      |
| 4. | Australian Open | 2. kolo    | tvrdý  | Stefanos Tsitsipas | Thanasi Kokkinakis | 6–7(5–7), 6–4, 6–1, 6–7(5–7), 6–4 | 6–7(5–7), 6–4, 6–1, 6–7(5–7), 6–4 |
| 5. | Wimbledon       | 2. kolo    | tráva  | Andy Murray        | Oscar Otte         | 6–3, 4–6, 4–6, 6–4, 6–2           | 6–3, 4–6, 4–6, 6–4, 6–2           |

### Nejlepších 5 zápasů na ATP Tour
|    | Turnaj              | kolo             | povrch    | vítěz           | poražený           | výsledek                      | [ 15 ]                        |
| -- | ------------------- | ---------------- | --------- | --------------- | ------------------ | ----------------------------- | ----------------------------- |
| 1. | Barcelona Open      | finále           | antuka    | Rafael Nadal    | Stefanos Tsitsipas | 6–4, 6–7(6–8), 7–5            | 6–4, 6–7(6–8), 7–5            |
| 2. | ATP Finals          | základní skupina | tvrdý (h) | Daniil Medveděv | Alexander Zverev   | 6–3, 6–7(3–7), 7–6(8–6)       | 6–3, 6–7(3–7), 7–6(8–6)       |
| 3. | European Open       | 1. kolo          | tvrdý (h) | Andy Murray     | Frances Tiafoe     | 7–6(7–2), 6–7(7–9), 7–6(10–8) | 7–6(7–2), 6–7(7–9), 7–6(10–8) |
| 4. | Serbia Open         | semifinále       | antuka    | Aslan Karacev   | Novak Djoković     | 7–5, 4–6, 6–4                 | 7–5, 4–6, 6–4                 |
| 5. | Rolex Paris Masters | finále           | tvrdý (h) | Novak Djoković  | Daniil Medveděv    | 4–6, 6–3, 6–3                 | 4–6, 6–3, 6–3                 |

## Ukončení kariéry
Seznam uvádí tenisty (vítěze turnaje ATP, anebo ty, kteří byli klasifikováni alespoň jeden týden v Top 100 dvouhry a/nebo Top 100 čtyřhry žebříčku ATP), jež ohlásili ukončení profesionální kariéry, neodehráli za více než 52 uplynulých týdnů žádný turnaj, nebo jim byl uložen stálý zákaz hraní, a to v sezóně 2021:

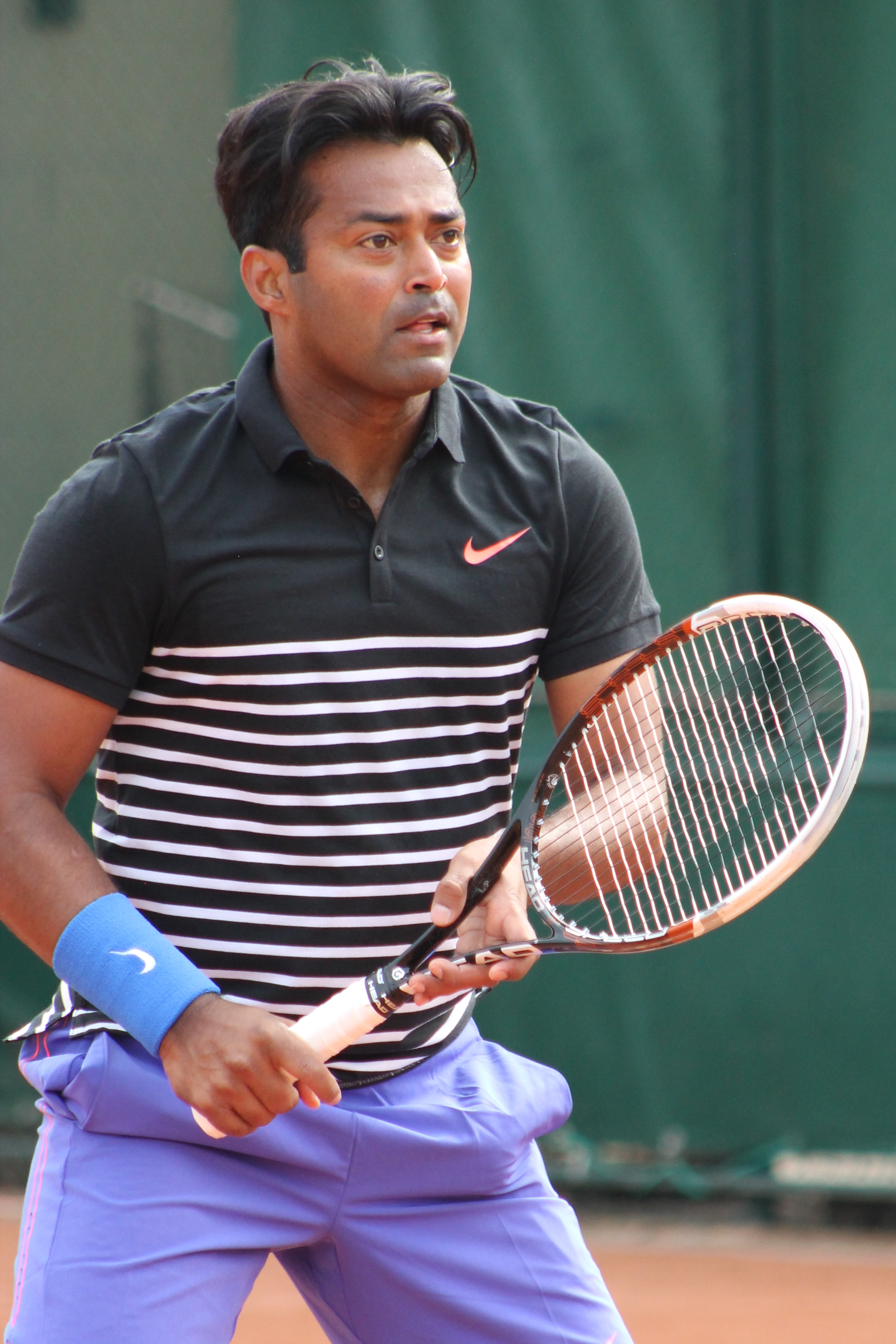
Ind Leander Paes se stal světovou jedničkou ve čtyřhře a bronzovým medailistou z dvouhry LOH 1996. Zkompletoval kariérní grandslam v mužské čtyřhře i mixu.

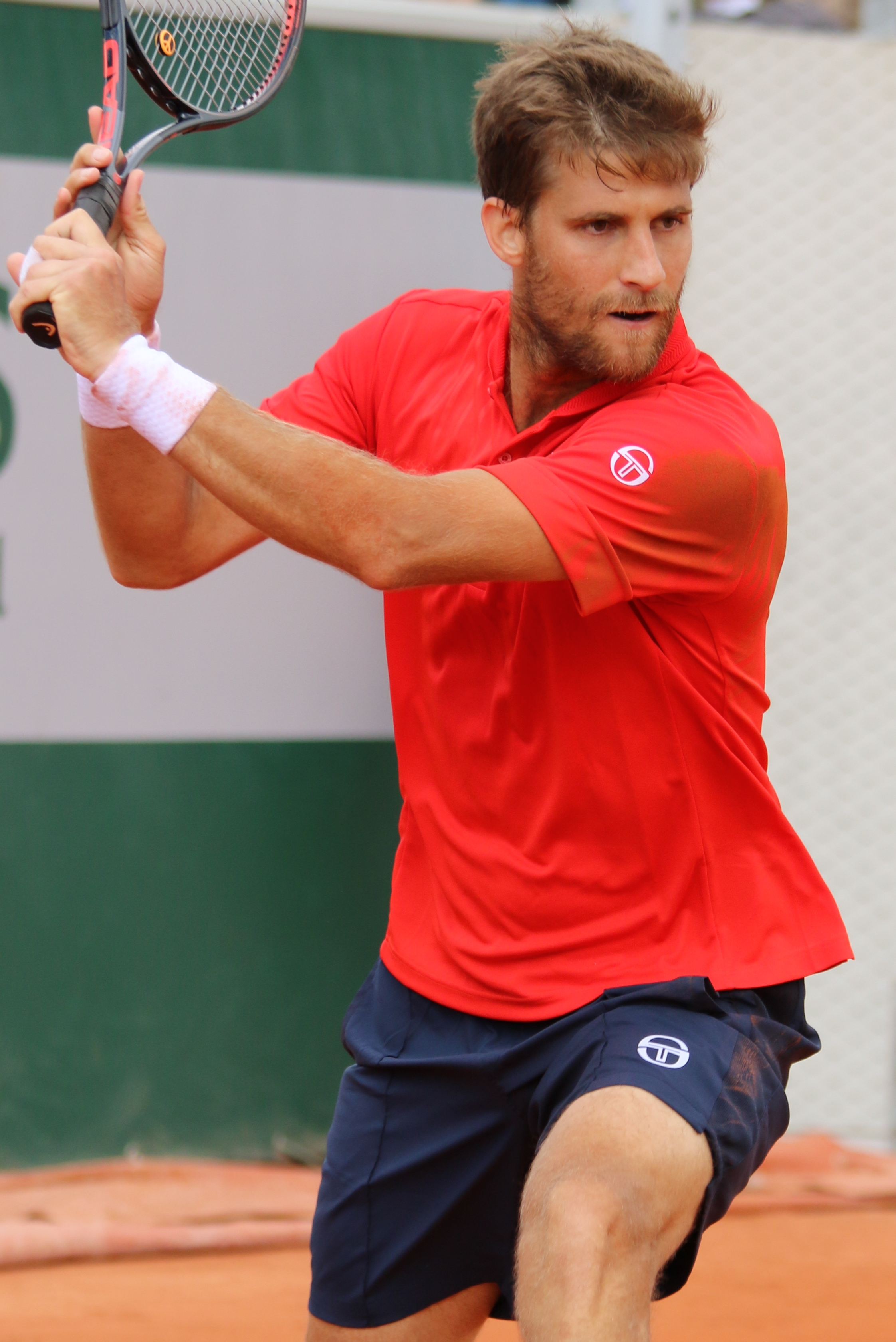
Slovák Martin Kližan prohrál z jedenácti finále na okruhu ATP Tour až to poslední jedenácté. Získal tak šest titulů ve dvouhře a čtyři ve čtyřhře.

- Alexandr Dolgopolov (* 7. listopadu 1988 Kyjev, Sovětský svaz), profesionál od roku 2006, na singlovém žebříčku ATP nejvýše figuroval na 13. místě v lednu 2012 a ve čtyřhře na 42. místě v témže měsíci. Na okruhu ATP Tour vyhrál tři tituly ve dvouhře a jeden ve čtyřhře. Na grandslamu si zahrál čtvrtfinále Australian Open 2011. Kvůli zranění nehrál již od roku 2018 a oficiální konec kariéry oznámil v květnu 2021.[16]
- Guillermo García-López (* 4. června 1983 La Roda, Španělsko), profesionál od roku 2002, na singlovém žebříčku ATP nejvýše figuroval na 23. místě v únoru 2011 a ve čtyřhře na 27. místě v květnu 2017. Na okruhu ATP Tour vyhrál pět titulů ve dvouhře a tři ve čtyřhře. Finále si zahrál v deblu US Open 2016 a semifinále ve čtyřhře Australian Open 2017. Během ledna 2021 oznámil, že po sezóně ukončí profesionální dráhu.[17]
- Martin Kližan (* 11. července 1989 Bratislava, Československo), profesionál od roku 2007, ve dvouhře žebříčku ATP nejvýše postavený na 24. místě v dubnu 2015 a ve čtyřhře na 73. místě během května téhož roku. Na okruhu ATP Tour vyhrál šest titulů ve dvouhře a čtyři ve čtyřhře. Na grandslamu ovládl juniorku French Open 2006 a v lednu 2007 se stal juniorskou světovou jedničkou. Trofeje z Rotterdam Open 2016 a German Open 2016 vybojoval v kategorii ATP Tour 500. Během kariéry porazil čtyři členy první světové desítky včetně světové dvojky Rafaela Nadala na China Open 2014. Poslední zápas odehrál v prvním kole wimbledonské kvalifikace 2021, v něm podlehl Zdeňku Kolářovi.[18][19] Kariéru ukončil v srpnu 2021.[20]
- Julian Knowle (* 29. dubna 1974 Lauterach, Rakousko), profesionál od roku 1992, ve dvouhře žebříčku ATP nejvýše postavený na 86. místě v červenci 2002 a ve čtyřhře na 6. místě během ledna 2008. Na okruhu ATP Tour vyhrál devatenáct titulů ve čtyřhře. Na grandslamu triumfoval se Simonem Aspelinem v deblu Wimbledonu 2007 a po boku Nenada Zimonjiće odešel poražen z finále Wimbledonu 2004. V páru s Aspelinem si rovněž zahrál o titul ve čtyřhře Turnaje mistrů 2007. S Andym Ramem byl v semifinále French Open 2010.[21]
- Robert Lindstedt (* 19. března 1977 Sundbyberg, Švédsko), profesionál od roku 1998, ve dvouhře žebříčku ATP nejvýše postavený na 304. místě v dubnu 2004 a ve čtyřhře na 3. místě během května 2013. Na okruhu ATP Tour vyhrál dvacet tři titulů ve čtyřhře. Na grandslamu s Łukaszem Kubotem ovládl čtyřhru Australian Open 2014. Po boku Horii Tecăua odešel třikrát v řadě poražen z deblového finále Wimbledonu, když v letech 2010, 2011 a 2012 vždy nezvládli závěrečný zápas soutěže. Poté oba získali jediný společný Masters, srpnový Cincinnati Masters 2012. Švédsko reprezentoval na londýnské letní olympiádě 2012. V páru s Kubotem si zahrál deblové semifinále Turnaje mistrů 2014. S Jeļenou Ostapenkovou prohrál finále wimbledonského mixu 2019. Do posledního turnaje nastoupil na listopadovém Stockholm Open 2021.[22]
- Paolo Lorenzi (* 15. prosince 1981 Řím, Itálie), profesionál od roku 1999, ve dvouhře žebříčku ATP nejvýše postavený na 33. místě v květnu 2017 a ve čtyřhře na 82. místě během ledna 2018. Na okruhu ATP Tour vyhrál po jednom titulu ve dvouhře i čtyřhře, když ovládl singlový Austrian Open Kitzbühel 2016 a deblový Chile Open 2013 v páru s Potitem Staracem. Na grandslamu se nejdále probojoval do osmifinále US Open 2017 a ve čtyřhře do čtvrtfinále French Open 2017, kde startoval s Dutrem da Silvou. Itálii reprezentoval na letní olympiádě 2016 v Riu de Janeiru. Poslední zápas odehrál ve druhém kole kvalifikace US Open 2021, v němž jej vyřadil Maxime Janvier.[23]
- Lu Jan-sun (* 14. srpna 1983 Tchaj-pej, Tchaj-wan), profesionál od roku 2001, ve dvouhře žebříčku ATP nejvýše postavený na 33. místě v listopadu 2010 a ve čtyřhře na 86. místě během ledna 2005. Na okruhu ATP Tour vyhrál tři deblové tituly včetně Chennai Open 2005 a 2015. Do jediného singlového finále postoupil na  Auckland Open 2014 po vyřazení světové trojky Davida Ferrera. V něm však nestačil na Johna Isnera. V době ukončení kariéry stále držel rekord nejvyššího počtu 29 singlových trofejích na challengerech a čtvrtý nejvyšší počet 369 vítězných dvouher na tomto okruhu. V rámci grandslamu si zahrál čtvrtfinále Wimbledonu 2010, do něhož prošel jako první Asiat od roku 1995 po pětisetové výhře nad Andym Roddickem. Kariéru ukončil v prvním kole odložené letní olympiády 2020 v Tokiu, hrané v červenci 2021, kde nestačil na světovou pětku Alexandra Zvereva. Na zahajovacím ceremoniálu byl jedním ze dvou vlajkonošů tchajwanské výpravy. Na LOH 2020 se tak stal šestým mužem historie, který zasáhl do pátého olympijského turnaje ve dvouhře. Již na pekingských olympijských hrách 2008 se stal jediným tenistou, který v olympijské dvouhře porazil pozdějšího dvojnásobného šampiona, světovou šestku Andyho Murrayho.[24][25]
- Leonardo Mayer (* 15. května 1987 Corrientes, Argentina), profesionál od roku 2003, ve dvouhře žebříčku ATP nejvýše postavený na 21. místě v červnu 2015 a ve čtyřhře na 48. místě během ledna 2019. Na okruhu ATP Tour vyhrál singlové tituly na German Open 2014 a 2017. K nim přidal deblovou trofej z Copa Claro 2011 s Oliverem Marachem. V roce 2016 se stal členem argentinského týmu, který jako první jihoamerický celek triumfoval v Davisově poháru. Na grandslamu ovládl juniorskou čtyřhru French Open 2005 s Emilianem Massou. V mužské dvouhře se probojoval do osmifinále Wimbledonu 2014 a French Open 2019. Po boku Joãa Sousy si zahrál semifinále čtyřhry na Australian Open 2019. Do posledního utkání nastoupil v úvodu wimbledonské kvalifikace 2021, v níž jej vyřadil krajan Marco Trungelliti. Kariéru ukončil během října téhož roku.[26]
- Jürgen Melzer (* 22. května 1981 Deutsch-Wagram, Rakousko), profesionál od roku 1999, na singlovém žebříčku ATP nejvýše figuroval na 8. místě v dubnu 2011 a ve čtyřhře na 6. místě v listopadu 2010. Na okruhu ATP Tour vyhrál pět titul ve dvouhře a sedmnáct ve čtyřhře. Do semifinále postoupil na French Open 2010. Po boku Philippa Petzschnera triumfoval ve čtyřhře Wimbledonu 2010 a na US Open 2011. S pozdější manželkou Ivetou Benešovou získal titul v mixu Wimbledonu 2011. Singlovou kariéru ukončil již v říjnu 2018 a dále hrál pouze čtyřhru. V říjnu 2020 oznámil, že se Australian Open 2021 stane jeho posledním turnajem na okruhu.[27] Do Austrálie však již neodcestoval.
- Leander Paes (* 17. června 1973 Kalkata, Západní Bengálsko, Indie), profesionál od roku 1991, na singlovém žebříčku ATP nejvýše figuroval na 73. místě v srpnu 1998 a ve čtyřhře na 1. místě v červnu 1999. Na okruhu ATP Tour vyhrál jeden titul ve dvouhře, když ovládl Hall of Fame Tennis Championships 1998. K němu přidal padesát čtyři trofejí ve čtyřhře. Na grandslamu zvítězil v osmi deblových a deseti smíšených soutěžích. Bronzovou medaili si odvezl z dvouhry Letních olympijských her 1996 v Atlantě a čtvrtý skončil ve čtyřhře na LOH 2004 v Athénách. Indii na olympiádě reprezentoval na všech hrách mezi lety 1992–2016,[28] což z něj učinilo prvního tenistu startujícího na sedmi hrách bez přerušení. V indickém daviscupovém týmu, kde plnil i roli kapitána, vytvořil mezi lety 1990–2019 rekord čtyřiceti čtyř deblových výher a odehrál nejvyšší počet dvaceti devíti ročníků. Záměr ukončit kariéru již v sezóně 2020 oznámil 25. prosince 2019.[29]
- Viktor Troicki (* 10. února 1986 Bělehrad, Jugoslávie), profesionál od 2006, na singlovém žebříčku ATP nejvýše figuroval na 12. místě v červnu 2011 a ve čtyřhře na 49. místě v říjnu 2010. Na okruhu ATP Tour vyhrál tři tituly ve dvouhře a dva ve čtyřhře. Jako člen srbského týmu zvítězil v Davis Cupu 2010. Sezóna 2021 se stala jeho posledním rokem v profesionálním tenisu.[30]

## Rozpis bodů
| ATP Tour 2021                                                                                      | ATP Tour 2021           | ATP Tour 2021                          | ATP Tour 2021                          | ATP Tour 2021                                                                               | ATP Tour 2021                                                                               | ATP Tour 2021                                                                               | ATP Tour 2021                                                                               | ATP Tour 2021                                                                               | ATP Tour 2021                                                                               | ATP Tour 2021                                                                               | ATP Tour 2021                                                                               | ATP Tour 2021                                                                               | ATP Tour 2021 | ATP Tour 2021 |
| ↓kategorie / fáze→                                                                                 | vítězové                | finalisté                              | semifinalisté                          | čtvrtfinalisté                                                                              | 16 v kole                                                                                   | 32 v kole                                                                                   | 64 v kole                                                                                   | 128 v kole                                                                                  | QV                                                                                          | Q3                                                                                          | Q2                                                                                          | Q1                                                                                          |               |               |
| -------------------------------------------------------------------------------------------------- | ----------------------- | -------------------------------------- | -------------------------------------- | ------------------------------------------------------------------------------------------- | ------------------------------------------------------------------------------------------- | ------------------------------------------------------------------------------------------- | ------------------------------------------------------------------------------------------- | ------------------------------------------------------------------------------------------- | ------------------------------------------------------------------------------------------- | ------------------------------------------------------------------------------------------- | ------------------------------------------------------------------------------------------- | ------------------------------------------------------------------------------------------- | ------------- | ------------- |
| Grand Slam (128D)                                                                                  | 2000                    | 1200                                   | 720                                    | 360                                                                                         | 180                                                                                         | 90                                                                                          | 45                                                                                          | 10                                                                                          | 25                                                                                          | 16                                                                                          | 8                                                                                           | 0                                                                                           |               |               |
| Grand Slam (64D)                                                                                   | 2000                    | 1200                                   | 720                                    | 360                                                                                         | 180                                                                                         | 90                                                                                          | 0                                                                                           | –                                                                                           | 25                                                                                          | –                                                                                           | 0                                                                                           | 0                                                                                           |               |               |
| ATP Finals (8D)                                                                                    | 1500 (max) 1100 (min)   | 1000 (max) 600 (min)                   | 600 (max) 200 (min)                    | 200 za každou výhru v základní skupině, +400 za výhru v semifinále, +500 za výhru ve finále | 200 za každou výhru v základní skupině, +400 za výhru v semifinále, +500 za výhru ve finále | 200 za každou výhru v základní skupině, +400 za výhru v semifinále, +500 za výhru ve finále | 200 za každou výhru v základní skupině, +400 za výhru v semifinále, +500 za výhru ve finále | 200 za každou výhru v základní skupině, +400 za výhru v semifinále, +500 za výhru ve finále | 200 za každou výhru v základní skupině, +400 za výhru v semifinále, +500 za výhru ve finále | 200 za každou výhru v základní skupině, +400 za výhru v semifinále, +500 za výhru ve finále | 200 za každou výhru v základní skupině, +400 za výhru v semifinále, +500 za výhru ve finále | 200 za každou výhru v základní skupině, +400 za výhru v semifinále, +500 za výhru ve finále |               |               |
| ATP Tour Masters 1000 (96D)                                                                        | 1000                    | 600                                    | 360                                    | 180                                                                                         | 90                                                                                          | 45                                                                                          | 25                                                                                          | 10                                                                                          | 16                                                                                          | –                                                                                           | 8                                                                                           | 0                                                                                           |               |               |
| ATP Tour Masters 1000 (56D)                                                                        | 1000                    | 600                                    | 360                                    | 180                                                                                         | 90                                                                                          | 45                                                                                          | 10                                                                                          | –                                                                                           | 25                                                                                          | –                                                                                           | 16                                                                                          | 0                                                                                           |               |               |
| ATP Tour 500 (48D)                                                                                 | 500                     | 300                                    | 180                                    | 90                                                                                          | 45                                                                                          | 20                                                                                          | 0                                                                                           | –                                                                                           | 10                                                                                          | –                                                                                           | 4                                                                                           | 0                                                                                           |               |               |
| ATP Tour 500 (32D)                                                                                 | 500                     | 300                                    | 180                                    | 90                                                                                          | 45                                                                                          | 0                                                                                           | –                                                                                           | –                                                                                           | 20                                                                                          | –                                                                                           | 10                                                                                          | 0                                                                                           |               |               |
| ATP Tour 250 (48D)                                                                                 | 250                     | 150                                    | 90                                     | 45                                                                                          | 20                                                                                          | 10                                                                                          | 0                                                                                           | –                                                                                           | 5                                                                                           | –                                                                                           | 3                                                                                           | 0                                                                                           |               |               |
| ATP Tour 250 (32D)                                                                                 | 250                     | 150                                    | 90                                     | 45                                                                                          | 20                                                                                          | 0                                                                                           | –                                                                                           | –                                                                                           | 12                                                                                          | –                                                                                           | 6                                                                                           | 0                                                                                           |               |               |
| ATP Tour 250 (16D)                                                                                 | 250                     | 150                                    | 90                                     | 45                                                                                          | 0                                                                                           | –                                                                                           | –                                                                                           | –                                                                                           | –                                                                                           | –                                                                                           | –                                                                                           | –                                                                                           |               |               |
| ATP Cup                                                                                            | D 500 (max) Č 250 (max) | podrobný rozpis bodů, viz ATP Cup 2021 | podrobný rozpis bodů, viz ATP Cup 2021 | podrobný rozpis bodů, viz ATP Cup 2021                                                      | podrobný rozpis bodů, viz ATP Cup 2021                                                      | podrobný rozpis bodů, viz ATP Cup 2021                                                      | podrobný rozpis bodů, viz ATP Cup 2021                                                      | podrobný rozpis bodů, viz ATP Cup 2021                                                      | podrobný rozpis bodů, viz ATP Cup 2021                                                      | podrobný rozpis bodů, viz ATP Cup 2021                                                      | podrobný rozpis bodů, viz ATP Cup 2021                                                      | podrobný rozpis bodů, viz ATP Cup 2021                                                      |               |               |
| QV – vítěz kvalifikace, Q1–3 – 1. až 3. kolo kvalifikace, (xD) – „x“ počet hráčů dvouhry v soutěži |                         |                                        |                                        |                                                                                             |                                                                                             |                                                                                             |                                                                                             |                                                                                             |                                                                                             |                                                                                             |                                                                                             |                                                                                             |               |               |